# Ligne H du Transilien
La ligne H du Transilien, plus souvent simplement dénommée ligne H, est une ligne de trains de banlieue qui dessert le nord-ouest de l'Île-de-France, essentiellement le département du Val-d'Oise. Elle relie Paris-Nord à Luzarches, Pontoise et Persan - Beaumont par Montsoult - Maffliers et par Valmondois. Elle comporte également une branche transversale reliant Pontoise à Creil par Valmondois et Persan - Beaumont.
Lancée en 2001 à partir des tronçons nord-ouest du réseau banlieue de Paris-Nord ouverts de 1846 à 1880, la ligne H compte 138 kilomètres de lignes desservies par 476 trains quotidiens chaque jour de semaine. Exploitée par SNCF Voyageurs, elle transporte en moyenne 202 500 voyageurs chaque jour de semaine en 2013. La quasi-totalité de la ligne se situe en Île-de-France, donc dans le ressort d'Île-de-France Mobilités (ex-STIF) mais l'extrémité de la branche transversale se situe en dehors de la région, dans l'Oise, région des Hauts-de-France, pour les gares situées au-delà de Bruyères-sur-Oise. Les gares concernées sont donc aussi hors zone de tarification Île-de-France.

Plan de la ligne.

## Histoire

### Chronologie
- 1846 - 1880 : ouverture des lignes constituant l'actuelle ligne H
- 30 juin 1954 : fermeture de la ligne d'Enghien-les-Bains à Montmorency
- 1969 - 1970 : modernisation et électrification des lignes par caténaire en 25 kV-50 Hz, exploitation avec des éléments Z 6100 et des voitures de banlieue Nord & Nord-PLM/RIB attelées à des locomotives BB 17000
- 8 décembre 1970 : dernier jour de service pour les locomotives à vapeur
- 1975 : mise en service des VB 2N attelées à des locomotives BB 17000
- 1985 : retrait des dernières voitures de banlieue Nord & Nord-PLM
- 1988 : mise en service des Z 20500, ce qui permet de radier les RIB 60, en fin de vie.
- 2001 : mise en service des Z 20900, (version améliorée des Z 20500), ce qui permet de radier la première série des Z 6100, en fin de vie.
- 2001 : constitution de la ligne H à partir du secteur nord-ouest du réseau banlieue de Paris-Nord
- 24 mars 2002 : mise en service de la gare de Saint-Ouen-l'Aumône-Liesse sur la branche Pontoise, entre Pierrelaye et Saint-Ouen-l'Aumône
- Fin 2004 : reprise de la relation Paris-Nord – Crépy-en-Valois par l'actuelle ligne K
- 21 octobre 2009 : livraison de la première Z 50000 dite Francilien
- 14 décembre 2009 : mise en service commercial des premières rames Z 50000
- 2011-2012 : retrait de tous les matériels à deux niveaux (Z 20500, Z 20900 et VB 2N), qui seront réaffectés sur d'autres lignes.
- 3 octobre 2012 : inauguration du Centre d’information voyageurs de Paris-Nord
- 10 janvier 2013 : retrait des dernières Z 6100 (Petits Gris). Exploitation uniquement avec des Z 50000 sur les lignes radiales et avec des RIB/RIO rénovées, attelées à des locomotives BB 17000, sur la transversale (Pontoise – Creil)
- 11 décembre 2013 : décision du Syndicat des transports d'Île-de-France (STIF) d'acquérir six rames Francilien (Z 50000) supplémentaires pour équiper la transversale à partir de la fin 2016
- 15 décembre 2013 : entrée en application d'une grille horaire basée sur les performances du Francilien (Z 50000)
- 9 décembre 2016 : entrée en circulation des rames Francilien (Z 50000) sur l'axe transversal (Pontoise – Creil), après les dernières circulations la veille des trains composés de RIB attelées à des BB 17000[3],[4]

### La réalisation du réseau Nord

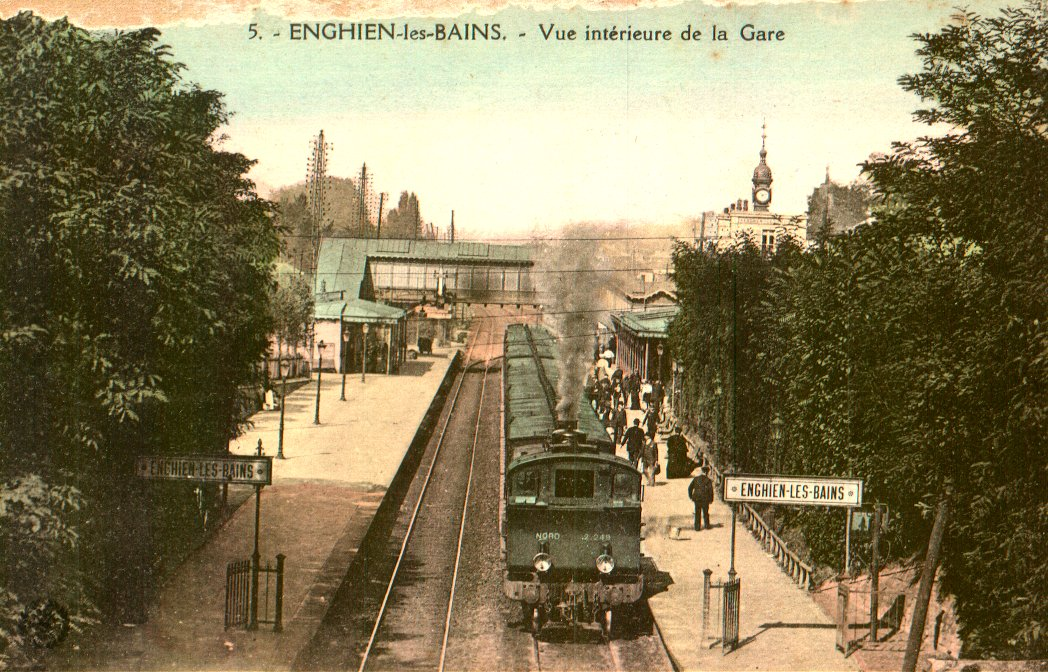
La gare d'Enghien-les-Bains au début du XXe siècle.

Le 20 juin 1846, la première ligne Paris – Lille est ouverte par la Compagnie des chemins de fer du Nord. Cette ligne passe alors par la vallée de Montmorency avant de bifurquer vers le nord-est à Saint-Ouen-l'Aumône et de suivre la vallée de l'Oise. Elle permet la mise en service simultanée des premières sections de l'actuelle ligne : Paris-Nord – Saint-Ouen-l'Aumône-Liesse et Épluches – Creil par Persan - Beaumont.
À la mise en service de la ligne Paris – Lille, la ville de Pontoise n'est alors desservie qu'à distance par la gare dite de Saint-Ouen-l'Aumône-lès-Pontoise, actuelle gare d'Épluches. Une nouvelle gare, située plus près du centre-ville de la capitale du Vexin français est prévue ; dans le but de pouvoir être reliée à la fois à Paris et aux régions minières du Nord, elle sera liée à la section existante par deux raccordements, dits « de Saint-Ouen » pour celui qui la relie à Pierrelaye et « d'Épluches » pour celui qui traverse le hameau du même nom et relie les deux gares nouvelle et ancienne. Un pont à deux voies doit aussi être réalisé.
L'ensemble est concédé le 26 juin 1857 à la Compagnie du Nord, qui est chargée de les réaliser à ses frais dans un délai de deux ans. Les travaux démarrent toutefois avec retard, les autorités locales demandant des modifications concernant le pont sur l'Oise. Celui-ci est finalement achevé en 1861. Les raccordements, cependant, ne seront mis en service qu'en 1863, avec les nouvelles gares de Saint-Ouen-l'Aumône et de Pontoise. Dès l'année 1863, une nouvelle section reliant la ligne de Paris à Lille par Chantilly et Luzarches est envisagée par la Compagnie des chemins de fer du Nord mais ne connaît aucun début de réalisation.
Le 4 juin 1872, la jonction entre Ermont et Valmondois via Saint-Leu-la-Forêt est concédée à la Compagnie du Nord par adjudication. Le 26 août 1876, la section d'Ermont à Valmondois est ouverte, d'abord à voie unique, au public et à la « grande vitesse », puis le 2 novembre de la même année à la « petite vitesse ». La ligne d'intérêt local est incorporée au réseau d'intérêt général par la loi du 20 novembre 1883. La ligne est desservie quotidiennement par onze trains de voyageurs et deux de marchandises dans chaque sens. Une correspondance à Ermont - Eaubonne est obligatoire pour se rendre à Paris.
Le 5 avril 1877, la section d'Épinay - Villetaneuse à Persan - Beaumont par Montsoult - Maffliers, à voie unique, est mise en service. Elle est doublée cinq ans après, le 1er août 1882. Entretemps, le 1er mai 1880, une section à voie unique se débranchant de la nouvelle ligne d'Épinay - Villetaneuse au Tréport - Mers est à son tour ouverte au public : il s'agit de l'antenne de Montsoult à Luzarches.
Le 24 mai 1889, la section d'Ermont à Valmondois, en raison du succès du chemin de fer, est également mise à double voie, afin d'augmenter la capacité de la ligne. À cette occasion, le block-système est généralisé sur la banlieue Nord, de même que sont diminuées les longueurs des sections de block. Le nombre de circulations quotidiennes passe à vingt trains dans chaque sens, dont deux de marchandises.

### Le réseau banlieue de Paris-Nord

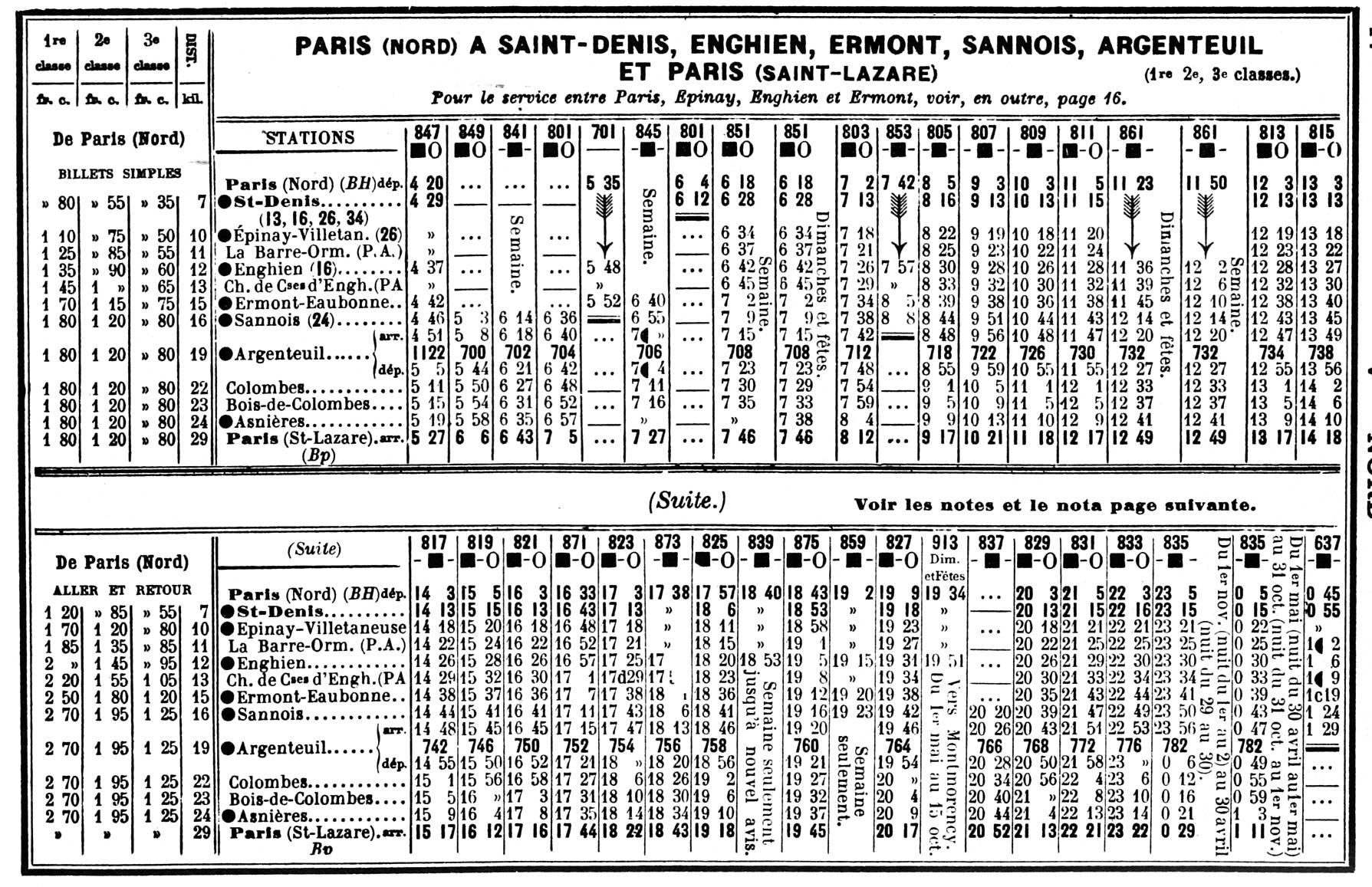
Exemple de desserte entre Paris-Nord et Ermont-Eaubonne en mai 1914.

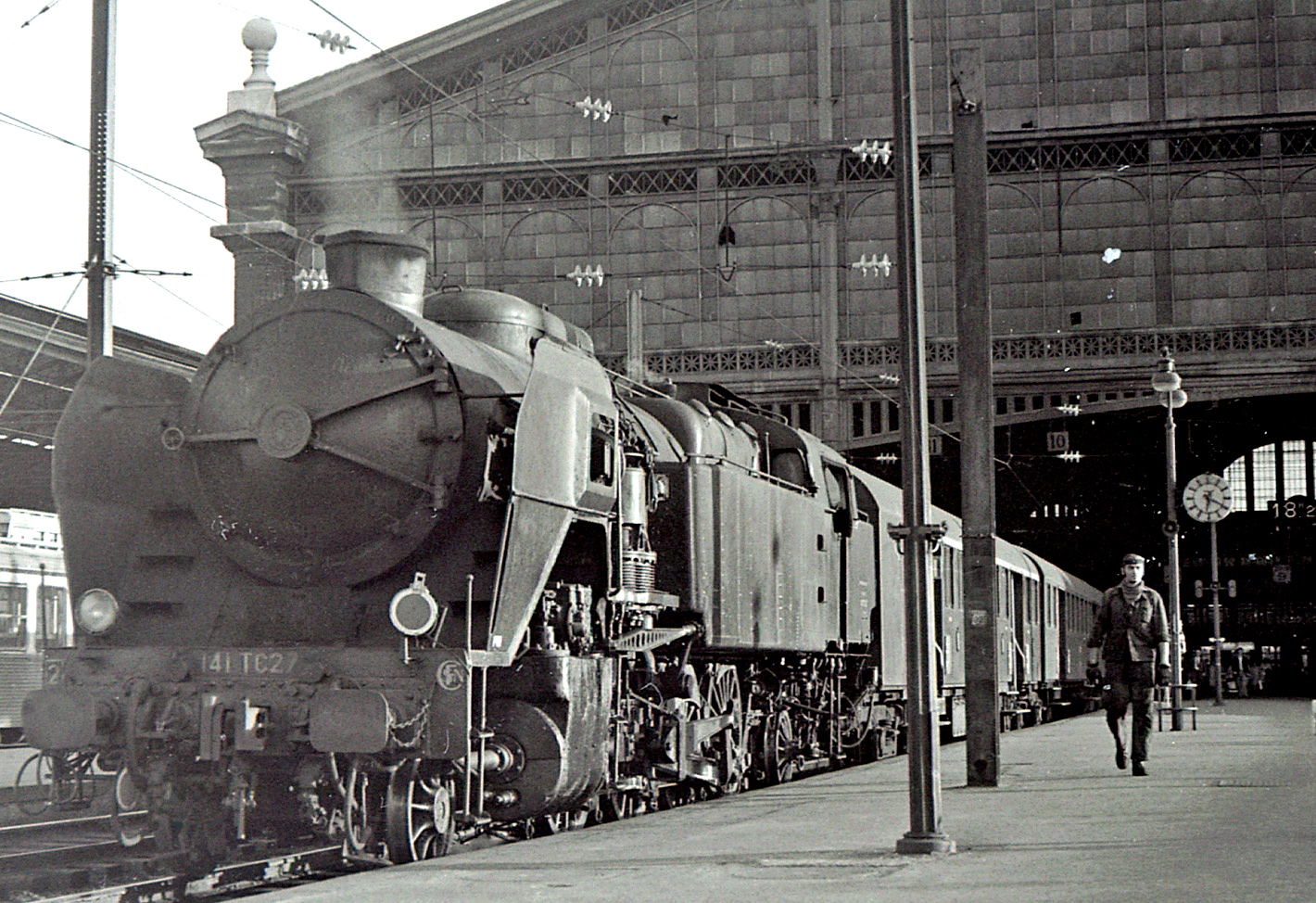
Une locomotive 141 TC en tête d'une rame de banlieue composée de voitures métalliques de banlieue type Nord en août 1970.

Lors de la création des lignes, la banlieue parisienne est encore peu développée et sa desserte est peu prise en considération par les grandes compagnies, dont la Compagnie des chemins de fer du Nord, qui privilégie, comme les autres, ses trains à long parcours, bien plus rentables. Mais la rapide poussée démographique et la demande croissante de transport oblige les compagnies à prendre en considération cette nouvelle clientèle, avec la création des abonnements de travail, et la mise au point d'un matériel spécifique plus adapté que les anciennes voitures à compartiments. Afin d'accroître la capacité des trains, sans les allonger démesurément ni trop resserrer les intervalles, les compagnies mettent au point les premières voitures à impériale ouverte. La Compagnie du Nord en possède quarante en 1869, toutes de 2e classe et affectées au service circulaire de Paris-Nord à Paris-Saint-Lazare via Ermont - Eaubonne et Argenteuil. L'effectif atteint 223 voitures en 1888, dont 127 de 2e classe et 96 de 3e classe. Toutefois, dès la fin du siècle, de nombreuses voix se font entendre pour dénoncer la dangerosité de ces voitures à impériale ouvertes, à la suite des nombreuses chutes enregistrées. Elles ne sont alors plus fabriquées et les anciennes disparaissent peu à peu, remplacées par de nouvelles voitures à impériale fermée. En 1906, la Compagnie en possède encore 38, dont dix sont exploitées sur la ligne d'Enghien-les-Bains à Montmorency.
Durant les années 1920, le réseau de la banlieue Nord souffre de plusieurs défauts qui rendent la desserte insuffisante. Alors que le réseau Ouest connaît une importante modernisation avec l'électrification partielle, la mise en place d'automotrices modernes ainsi que l'instauration d'un service à horaires cadencés, le réseau Nord reste peu adapté à une desserte de type banlieue. La traction vapeur est maintenue, les gares sont trop espacées, les terminus intermédiaires sont trop éloignés et de faible capacité, le nombre de voies de réception à la gare du Nord est insuffisant et la ligne ne possède que deux voies de Paris à Ermont, ce qui rend difficile la cohabitation d'une desserte directe avec une desserte omnibus. Une première amélioration est néanmoins mise en place avec la mise en service de rames réversibles et de locomotives à vapeur plus puissantes possédant de meilleures accélérations.
En 1934, d'importants travaux sont réalisés en gare de Paris-Nord : ils ont pour objectif de fluidifier le trafic ferroviaire en supprimant les cisaillements d'itinéraires, sources de nombreuses perturbations, grâce à la construction de plusieurs sauts-de-mouton en avant-gare, avec un regroupement des voies à quai par destination. La gare elle-même fait l'objet d'améliorations des flux de voyageurs. Plusieurs postes d'aiguillage mécaniques Saxby de la fin du XIXe siècle sont remplacés par deux nouveaux postes électriques en 1935 et 1936, et un nouveau dépôt est construit pour le matériel de banlieue, le dépôt des Joncherolles, en raison de la saturation du dépôt de La Chapelle. L'achèvement des travaux amène une amélioration de la situation pour les usagers : les trains partent dorénavant toujours des mêmes quais, et la suppression des recoupements d'itinéraires facilite la mise en place de départs à horaires réguliers, première tentative de cadencement des horaires.
Lors de la création de la SNCF en 1938, la banlieue Nord est relativement bien desservie ; toutefois, elle n'égale pas la qualité ni la souplesse de desserte de la proche banlieue Saint-Lazare, entièrement électrifiée, contrairement au réseau Nord, et dont le nombre de trains au départ est deux fois supérieur. Si l'axe Paris-Nord – Persan - Beaumont par Montsoult est convenablement desservi, le groupe Pontoise/Valmondois bénéficie quant à lui d'une desserte par zone et d'un véritable cadencement mis en place en 1938/1939, rendu possible par l'absence de trafic de grandes lignes. La trame de desserte des lignes constituant l'actuelle ligne H est alors la suivante :
- ligne de Persan - Beaumont par Montsoult : un train par heure, avec un service doublé aux heures de pointe, desserte complétée par quelques navettes quotidiennes limitées à Écouen ou Montsoult, l'antenne de Luzarches étant essentiellement desservie par des navettes à partir de Montsoult ;
- lignes de Pontoise et Valmondois : un train semi-direct de Paris-Nord à Enghien-les-Bains puis omnibus d'Ermont - Eaubonne à Pontoise, un train semi-direct de Paris-Nord à Enghien-les-Bains puis omnibus d'Ermont - Eaubonne à Persan - Beaumont et enfin un train omnibus par heure de Paris-Nord à Ermont - Eaubonne, avec, pour l'ensemble, un service doublé aux heures de pointe[17].

Durant l'Occupation pendant la Seconde Guerre mondiale, la trame de desserte est considérablement réduite du fait des restrictions en charbon. Il n'existe plus aucune grille horaire ni de desserte par zone, seul un service omnibus étant prévu aux heures de pointe, et le trafic est totalement interrompu aux heures creuses. Pour faire face au manque de place en raison de la forte baisse de capacité et de la hausse du trafic due à la quasi-disparition des automobiles faute de carburant, la SNCF retire plusieurs rangées de banquettes dans des voitures de type Nord de 3e classe afin que les voyageurs puissent s'y entasser debout. De 1944 à 1948, du fait des destructions et de la pénurie de matériel et de charbon, les conditions de transport deviennent particulièrement difficiles au lendemain du conflit : les voyageurs s'entassent dans des voitures bondées ou doivent même régulièrement voyager accrochés sur les marchepieds des voitures compte tenu du manque de place à l'intérieur, avec de nombreux accidents. Le souvenir de ces conditions déplorables favorisera l'essor des transports individuels durant les deux décennies qui suivront, et un déclin provisoire du transport ferré. Le 30 juin 1954, la ligne d'Enghien-les-Bains à Montmorency, embranchement de l'axe de Paris-Nord à Pontoise considéré comme trop déficitaire, voit circuler son dernier train.

### La modernisation du réseau Nord

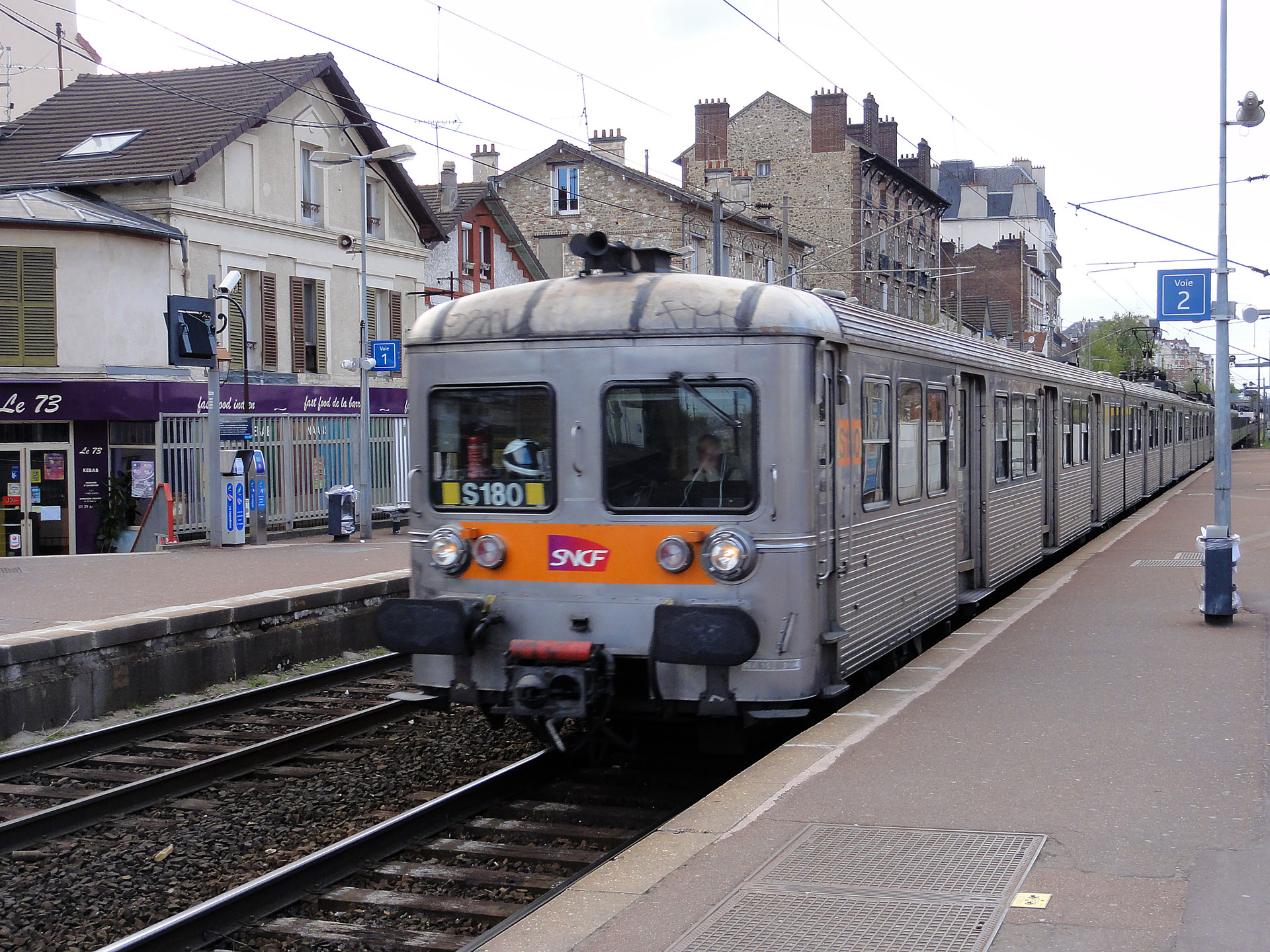
Les Z 6100 ont marqué le paysage de la banlieue Nord de Paris. Conçues pour accompagner l'électrification du réseau Nord durant les années 1960, elles ont remplacé la traction vapeur fin 1970.

À partir du milieu des années 1960, les branches occidentales du réseau de banlieue de Paris-Nord, qui n'avaient connu aucune modernisation d'envergure depuis plusieurs décennies, font l'objet d'importants travaux d'adaptation aux besoins d'un trafic de banlieue en plein développement. Plus de dix ans après l'artère Paris – Lille et six ans après l'axe Paris – Crépy-en-Valois, la traction électrique par caténaire en 25 kV-50 Hz n'a pas encore équipé les 115 km de lignes non incluses dans le programme d'électrification Nord - Paris. Elle est enfin mise en service le 15 avril 1969 sur l'axe transversal Pontoise – Creil, plus pour le fret que pour le trafic de banlieue, assez faible. L'électrification se poursuit avec la mise sous tension le 21 mai 1969 entre Saint-Denis et Pontoise, précédée dès 1965 (jusqu'à Ermont), ou 1968 (au-delà), de la signalisation par block automatique lumineux (BAL) mettant fin au block mécanique Lartigue trop peu souple et en limite d'usure, au terme d'un programme de modernisation de l'axe Paris-Nord – Pontoise. Ce programme consiste à améliorer les performances de cette ligne dont la fréquentation est en hausse constante avec l'urbanisation croissante de la banlieue Nord, ainsi qu'à faire disparaître les locomotives à vapeur 141 TC devenues totalement anachroniques, tractant les robustes mais spartiates voitures de type Nord à la fin de 1970. Dans ce cadre, une troisième voie banalisée est aménagée entre Enghien et Ermont afin d'apporter un peu de souplesse à l'exploitation ; un terminus de zone commandé par un poste d'aiguillage tout relais à transit souple (PRS) est créé à Montigny - Beauchamp. Par ailleurs, les gares de bifurcation d'Ermont - Eaubonne et de Pontoise sont modernisées, avec la création de PRS, commandant toutes les bifurcations, dont celles de Liesse et d'Épluches pour celui de Pontoise. Une nouvelle grille horaire est alors appliquée au service d'été 1969, plus marquée par la nouvelle desserte par zone (terminus à Ermont et Montigny) et les meilleurs temps de parcours grâce aux performances de la traction électrique, que par la fréquence de la desserte, déjà étoffée de longue date sur ces lignes desservant des secteurs urbanisés et qui évolue relativement peu.
L'électrification progressive de la banlieue Nord amène la SNCF à commander un matériel roulant de dernière génération, les Z 6100, afin d'assurer la relève de la traction vapeur. Premières rames automotrices en acier inoxydable à fonctionner sous courant monophasé, les Z 6100 sont livrées du 7 décembre 1969 au 22 octobre 1971. Courtes, avec seulement trois caisses, mais pouvant circuler en unité multiple de trois éléments (soit neuf caisses), elles permettent dès lors la desserte des axes de Paris-Nord à Pontoise et Valmondois ainsi que de Paris à Persan - Beaumont et Luzarches via Montsoult - Maffliers.
Le 20 mai 1970, la section entre Épinay - Villetaneuse et Persan - Beaumont de la ligne d'Épinay - Villetaneuse au Tréport - Mers ainsi que l'antenne à voie unique de Montsoult à Luzarches sont à leur tour électrifiées en 25 kV-50 Hz. À cette occasion, deux terminus intermédiaires sont créés à Sarcelles - Saint-Brice et à Montsoult - Maffliers,,,. Ces deux gares sont équipées d'un poste d'aiguillage tout relais à transit souple (PRS) ainsi que d'une « commande centralisée de voie de gauche » (CCVG), contrôlant l'évitement de Belloy-en-France et le terminus de Luzarches sur cette antenne (il n'existe que deux CCVG en France, l'autre étant celle qui commande la section de ligne d'Ax-les-Thermes à Latour-de-Carol). La desserte de l'axe est nettement améliorée, les navettes entre Montsoult et Luzarches laissant la place à des trains directs entre Paris et Luzarches ou Persan - Beaumont, sécables en deux éléments à Montsoult - Maffliers.
Le 8 décembre 1970, la section d'Ermont à Valmondois est à son tour électrifiée, électrification inaugurée le 11 du même mois par la BB 16021 ; elle est précédée par l'installation du block automatique lumineux et la création d'un terminus de zone à Saint-Leu-la-Forêt. Cette électrification, la dernière réalisée en banlieue Nord, fait définitivement disparaître la traction vapeur de la gare du Nord, mais également du réseau de la banlieue parisienne dans son ensemble.

### De 1970 à l'an 2000

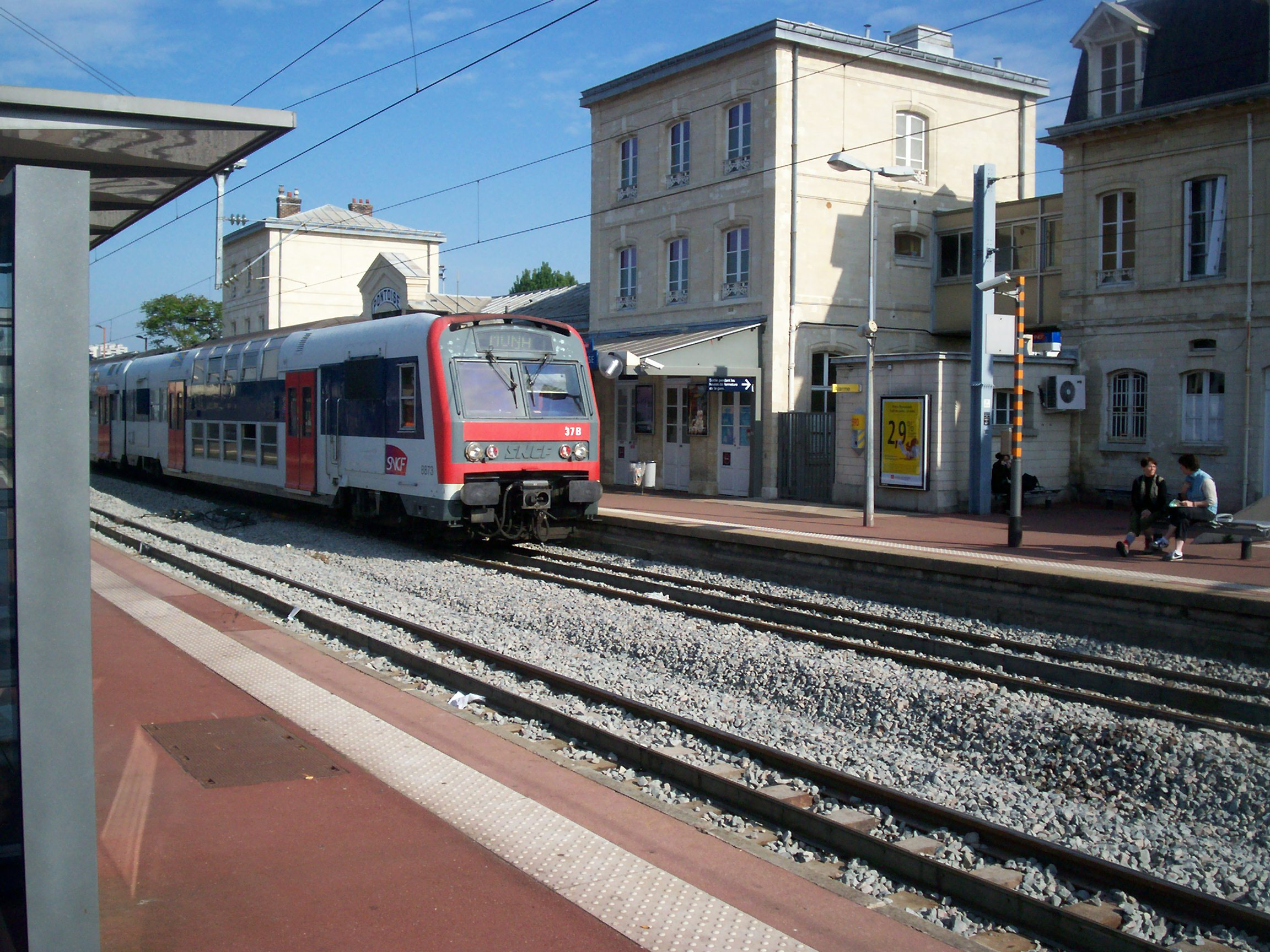
En l'an 2000, la ligne C du RER atteint Pontoise, en empruntant les voies de la ligne H depuis Ermont - Eaubonne.

Après l'importante vague de modernisation de 1965 à 1970, les décennies qui suivent voient relativement peu d'évolutions. Seuls les travaux se déroulant en avant-gare de Paris-Nord dans le cadre de l'interconnexion Nord-Sud puis du TGV Nord ont des répercussions significatives sur les axes constituant la ligne H. Dans le cadre de la future interconnexion Nord/Sud de la ligne de Creil, des travaux sont menés à partir de 1980 en gare de Saint-Denis afin de séparer complètement les courants Orry et Montsoult, qui empruntent le même itinéraire de Paris-Nord à Saint-Denis inclus. Deux nouvelles voies sont posées et un nouveau quai est construit à Saint-Denis. Parallèlement, des jonctions supplémentaires de report sont créées dans cette gare ainsi qu'à Épinay - Villetaneuse, les entrées/sorties au dépôt des Joncherolles sont améliorées et la sous-station de la Briche est renforcée. Les deux nouvelles voies sont mises en service au printemps 1981 et en septembre 1983.
Les trains des groupes Pontoise/Valmondois et Montsoult empruntent alors un itinéraire en tronc commun de quatre kilomètres, depuis le kilomètre 2 jusqu'à l'entrée de Saint-Denis. Le 25 septembre 1983, à la suite de l'achèvement de la nouvelle gare souterraine de Paris-Nord, les trains du groupe Pontoise/Valmondois quittent la gare principale pour les voies 34 à 36 en gare de banlieue de surface. Ce transfert est effectué à l'issue de travaux en avant-gare, avec la création d'un nouvel itinéraire d'acheminement depuis le pont Marcadet jusqu'au kilomètre 3, entraînant la réalisation de deux sauts-de-mouton. Seul le groupe Montsoult subsiste alors sur les voies 11 et 12 du plateau central. En 1985, les voitures de banlieue Nord & Nord-PLM encore exploitées aux heures de pointe disparaissent définitivement. L'arrivée de la ligne Vallée de Montmorency - Invalides (VMI), branche nord-ouest de la ligne C du RER le 25 septembre 1988 entraîne des modifications de la desserte de l'axe Paris-Nord – Pontoise : les trains semi-directs aux heures creuses disparaissant en effet au profit des nouvelles circulations exclusivement omnibus.
En 1989, dans le cadre du démarrage des travaux de la LGV Nord, les trains desservant le groupe Montsoult sont basculés de la halle principale de Paris-Nord vers les voies 30-36 en gare de banlieue, l'espace central de la gare étant désormais dévolu au trafic de grandes lignes. Les trains empruntent alors en avant-gare et jusqu'à l'entrée de Saint-Denis l'itinéraire des trains vers Pontoise et Valmondois, fragilisant la robustesse de la desserte de l'ensemble de ces lignes. Cinq années plus tard, à l'issue des travaux de la LGV Nord, deux nouvelles voies en direction de Montsoult sont créées, faisant passer de six à huit le nombre de voies principales en avant-gare de Paris-Nord, et permettant de redissocier ce courant de l'axe vers Pontoise. Elles sont mises en service, ainsi qu'un nouveau poste d'aiguillage à relais à commande informatique (PRCI) à Saint-Denis, le 31 octobre 1994.
Le 1er septembre 1999, la première classe est supprimée dans tous les trains du réseau de banlieue, ainsi que dans le RER. Elle n'est en effet plus utilisée cette même année que par 1 % des voyageurs, avec une vente des titres de transport en constante baisse en raison de la présence accrue de fraudeurs et de vandales dans ces espaces. Cette évolution tarifaire permet en outre de proposer de 15 à 20 % de capacité de transport supplémentaire sans autre coût. La première classe avait déjà été abandonnée dans le métro de Paris en août 1991.
Le 20 septembre 1999, le label Transilien est lancé. Il institue une norme minimale d'aménagement et de rénovation des gares et du matériel roulant, et un signe pour la caractériser de manière visible auprès du grand public. Le nom devient très rapidement une marque commerciale, à l'image du TGV, du TER ou d'Intercités, pour désigner l'offre de transport public de la Société nationale des chemins de fer français (SNCF) en Île-de-France.
Dernière évolution du XXe siècle, le secteur de Pontoise est profondément modifié afin de mieux faire face à la hausse du trafic de banlieue. Terminus des courants depuis Paris-Nord et Creil, la gare voit également transiter les trains de grande couronne desservant Gisors et sert de terminus partiel pour les missions de banlieue depuis Paris-Saint-Lazare. Toutefois, l'entrée en gare se fait par le biais d'un ancien pont à deux voies reconstruit après la Seconde Guerre mondiale, totalement saturé en heures de pointe. En outre, le prolongement de la ligne C du RER jusqu'à la ville nouvelle de Cergy-Pontoise est également envisagé. Adoptés en 1996 par le Syndicat des transports parisiens, ancêtre du Syndicat des transports d'Île-de-France, et réalisés dans le cadre du contrat de plan État-région 1995-1999, d'importants travaux consistent en la réalisation de trois ponts accolés sur l'Oise totalisant six voies en remplacement de l'ancien pont, avec le réaménagement complet du plan des voies de la gare, agrandie et dotée de dix voies de réception, dont quatre pour la banlieue de Paris-Saint-Lazare, quatre pour celle de Paris-Nord et la ligne C, et deux voies pour la transversale vers Creil. Un nouveau poste d'aiguillage à relais à commande informatique (PRCI) remplace également le poste d'aiguillage tout relais à transit souple (PRS) mis en service dans le cadre de l'électrification en 1968. La gare de Saint-Ouen-l'Aumône est également modifiée avec la réalisation d'une troisième voie à quai, dont une pour le courant vers Creil, et deux encadrant un quai central pour le courant vers Paris-Nord. Les deux passages à niveau problématiques encadrant la gare de Franconville - Le Plessis-Bouchard sont par ailleurs définitivement fermés, laissant place ultérieurement à une liaison routière souterraine. Au terme de ces travaux, le 28 août 2000, la ligne C dessert les gares de Montigny - Beauchamp à Pontoise, entraînant un doublement de la fréquence entre ces deux gares.

### La naissance de la ligne H

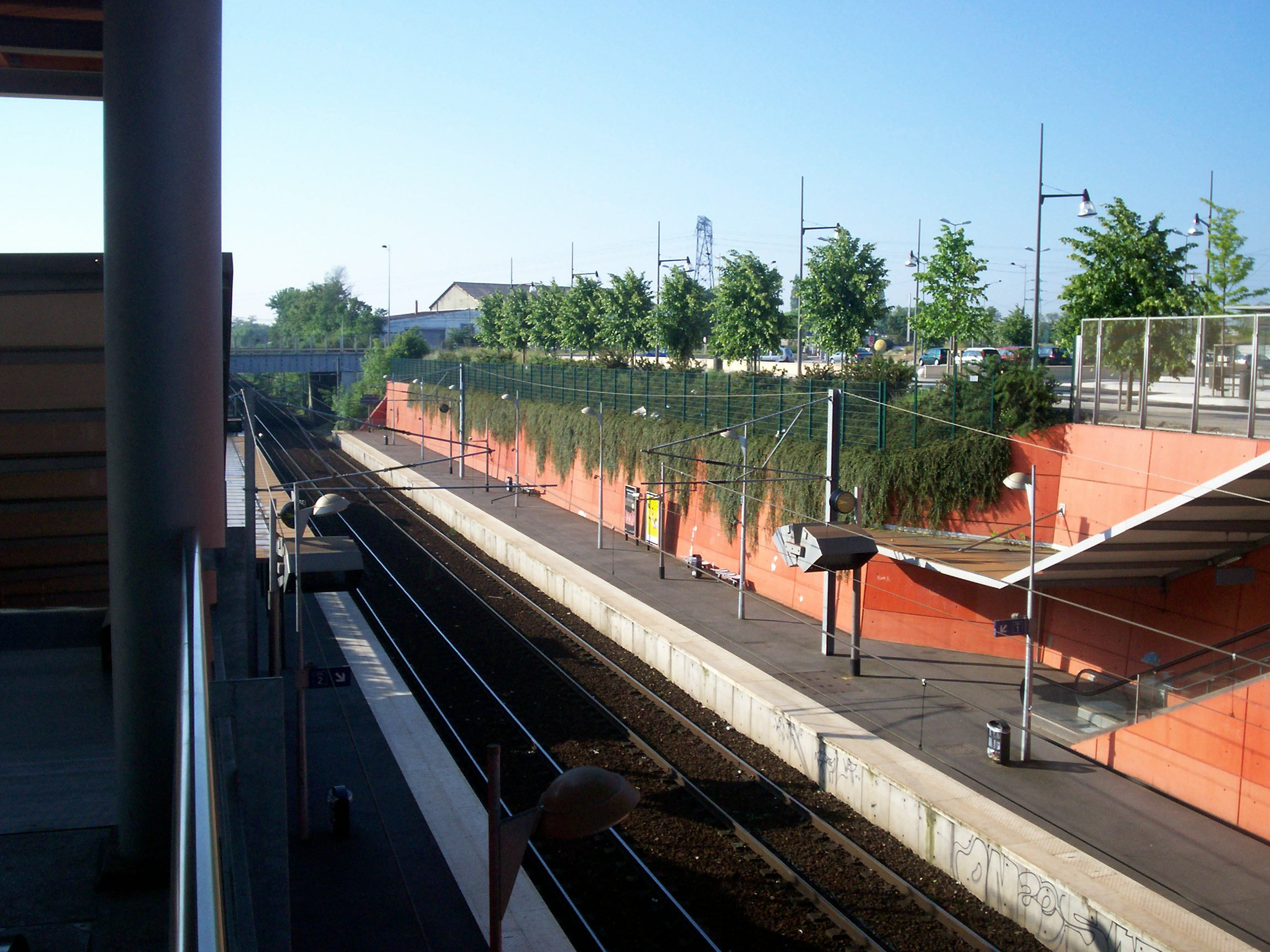
La gare de Saint-Ouen-l'Aumône-Liesse, en juin 2006.

En 2001, la SNCF élabore une nomenclature afin de désigner les lignes Transilien non RER. Celle-ci est portée à la connaissance de la clientèle, par le biais de la publication de l'édition 2001 du plan du réseau ferré francilien, uniquement sur la version affichée en gare. Dans cette nomenclature, la SNCF désigne comme étant la « ligne H du Transilien », le réseau Transilien Paris-Nord, c'est-à-dire l'association des axes ferroviaires suivants, :
- Paris-Nord – Luzarches ;
- Paris-Nord – Persan - Beaumont par Montsoult - Maffliers ;
- Paris-Nord – Persan - Beaumont par Valmondois ;
- Paris-Nord – Pontoise ;
- Paris-Nord – Crépy-en-Valois ;
- Pontoise – Creil.

Le 24 mars 2002 est mise en service la gare de Saint-Ouen-l'Aumône-Liesse sur la branche de Pontoise, afin de desservir le nouveau quartier du Val de Liesse, situé à l'est de Saint-Ouen-l'Aumône.
En février 2004, un appel d'offres pour la conception et la production d’un train d'un nouveau type destiné au réseau ferré d'Île-de-France est lancé, après approbation du Syndicat des transports d'Île-de-France (STIF, devenu Île-de-France Mobilités) le 10 décembre 2003. Alstom, Bombardier Transport et Siemens sont en compétition.
À la mi-2004, à l'occasion du passage au service d'été, les codes missions font leur apparition sur la ligne H. Composés de quatre lettres, ils traduisent le numéro de train en un langage compréhensible pour les usagers. Fin 2004, la nomenclature des lignes Transilien est remaniée. Désormais, la ligne H ne désigne plus que la partie occidentale de l'ancienne ligne éponyme, c'est-à-dire celle desservant Luzarches, Persan - Beaumont, Pontoise et Creil. La partie orientale desservant Crépy-en-Valois constitue dorénavant la ligne K,.
Le 11 octobre 2006, le conseil d'administration du Syndicat des transports d'Île-de-France approuve un programme global de renouvellement et de rénovation du matériel roulant francilien d'un montant de 2,094 milliards d'euros, et vote la convention de financement. Le STIF s'engage alors à financer cette opération à hauteur de 50 % soit 1,047 milliard d'euros, dont 400 millions d'euros versés par l'État, la SNCF supportant les 50 % restants. Ce programme permet notamment l'acquisition de 172 rames de la Nouvelle Automotrice Transilienne (NAT).

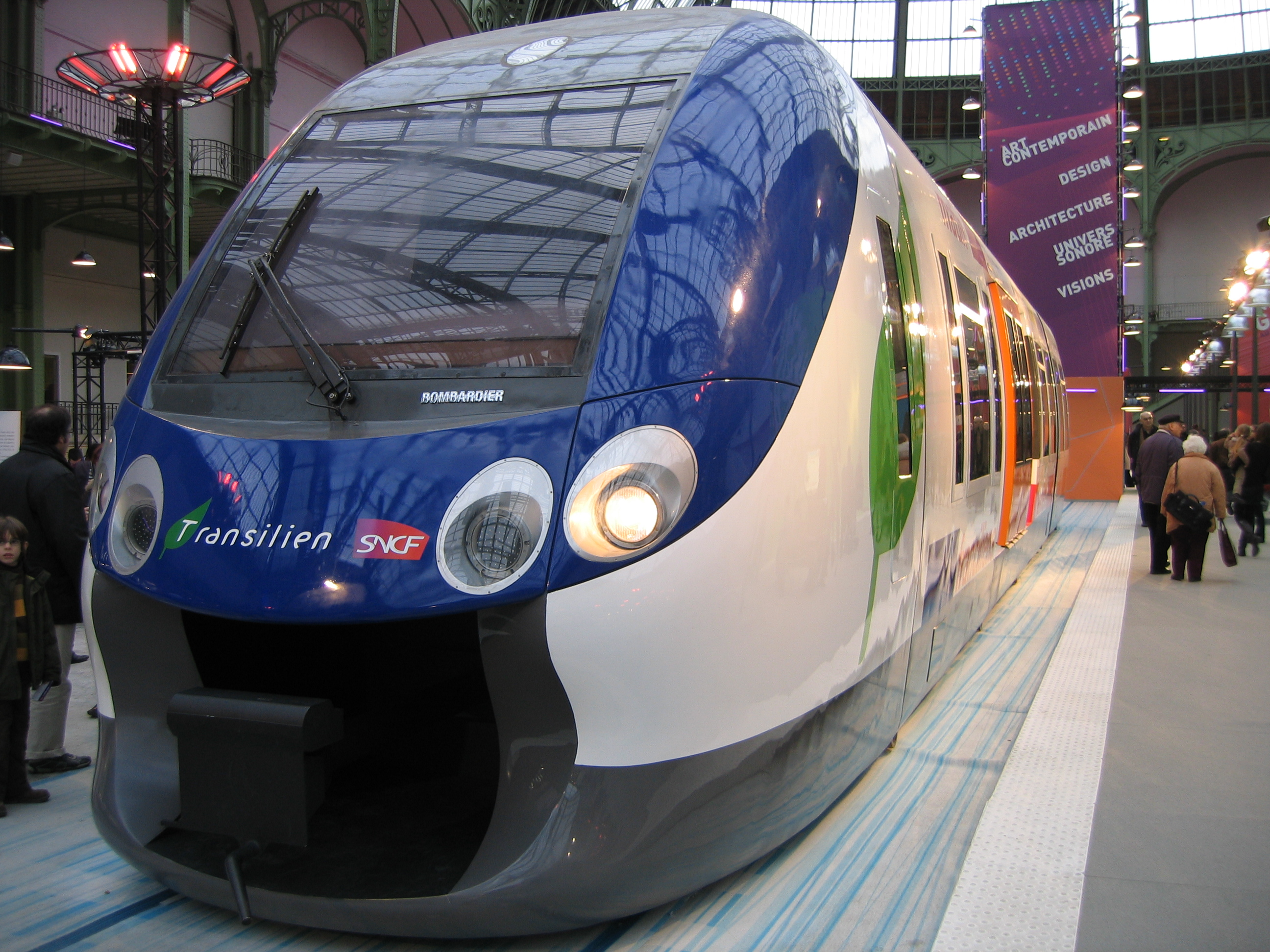
La maquette du « Francilien », en janvier 2008.

Le 25 octobre 2006, le conseil d'administration de la SNCF approuve, à la suite du conseil du STIF du 11 octobre, le marché relatif à la commande des 172 automotrices. L'entreprise Bombardier est finalement retenue et, après plusieurs rebondissements, provoqués par la contestation d'Alstom, compétiteur malheureux qui dépose un recours contre l’attribution du marché,, le contrat est signé avec la SNCF en novembre 2006 : il concerne 172 rames pour un montant de 1,85 milliard d’euros, soit un peu plus de 10 millions d’euros par élément, financé à parité par la SNCF et le STIF. La mise en service des premiers éléments sur la ligne H est prévue à la fin de l’année 2009.
En octobre 2007, à l’occasion de la fête des transports, la région Île-de-France propose aux Franciliens de choisir le nom du futur train Transilien, baptisé jusque-là, à titre provisoire, « NAT » pour Nouvelle Automotrice Transilien. Sur les 17 500 votants, le nom « Francilien » a recueilli 36 % des suffrages. Les votants avaient le choix entre quatre noms choisis par un cabinet d’experts de renom : « Néolien », « Citilien », « Zilien » et « Francilien ».
Le 8 avril 2009, le conseil d'administration du STIF approuve le principe de doubler la composition de certains trains de la ligne circulant sur les axes Paris-Nord – Pontoise et Paris-Nord – Persan-Beaumont via Valmondois, afin de faire face à une surcharge des trains le samedi.
Le 21 octobre 2009 et le 4 décembre 2009, la SNCF réceptionne les deux premiers exemplaires du nouveau matériel roulant de la ligne, le Francilien, afin de pouvoir mener des essais et assurer la formation des conducteurs.
Le 4 novembre 2009, les présidents du STIF, de la SNCF et de Bombardier Transport France révèlent l'aspect définitif du Francilien, qui illustre la volonté partagée du STIF et de la SNCF d’offrir aux voyageurs un train qui s’inscrit dans la « double promesse de performance et de proximité au quotidien ». Il associe la couleur « vif argent », créée  pour le STIF, et le rouge « carmillon » SNCF, combinés à la légèreté du blanc et au gris anthracite. Ce nouvel habillage sera progressivement déployé sur l’ensemble des trains d'Île-de-France.

### Le déploiement des rames Francilien

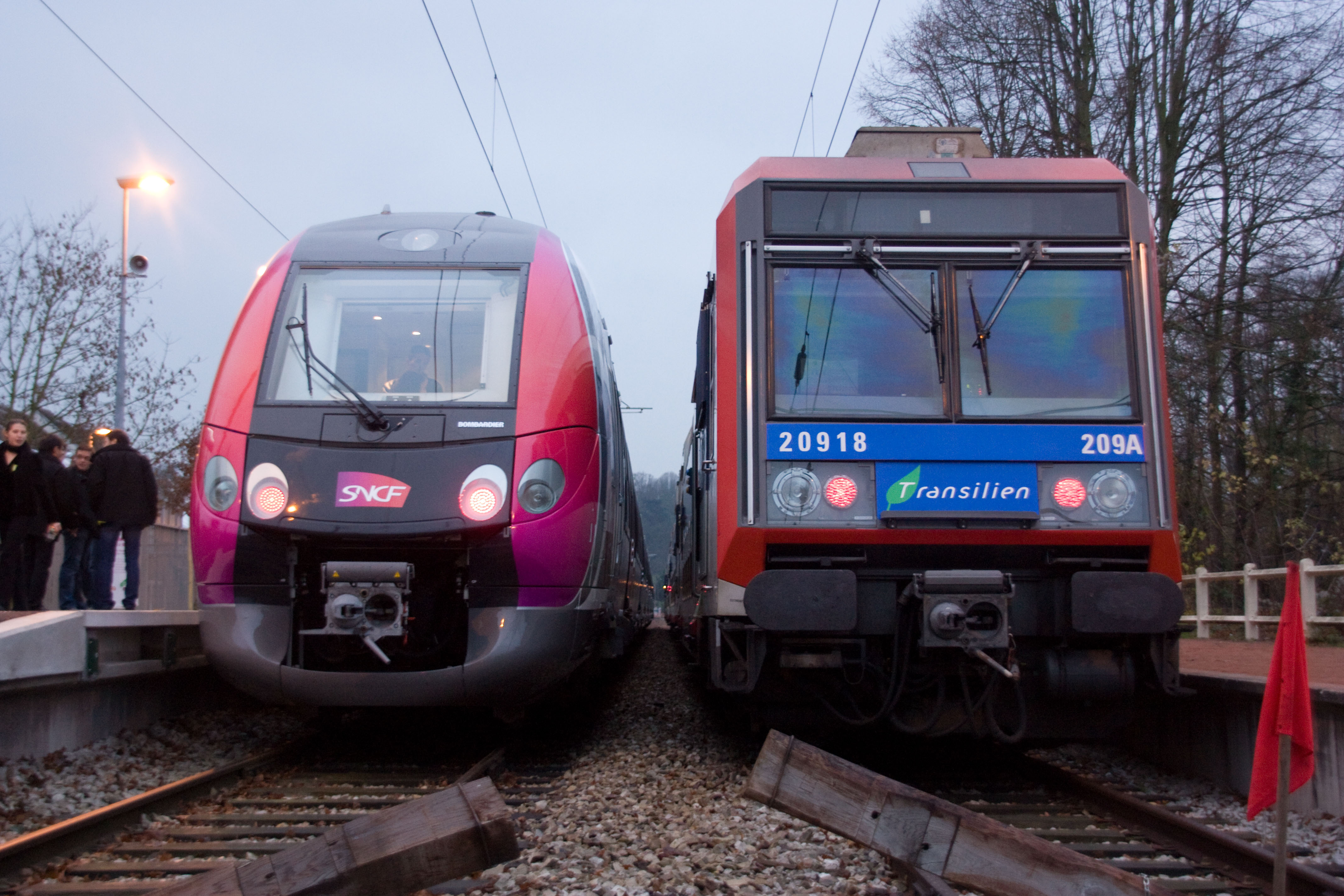
Une rame Francilien à côté d'une rame Z 20900, réaffectée en 2013 à la ligne C, en décembre 2009.

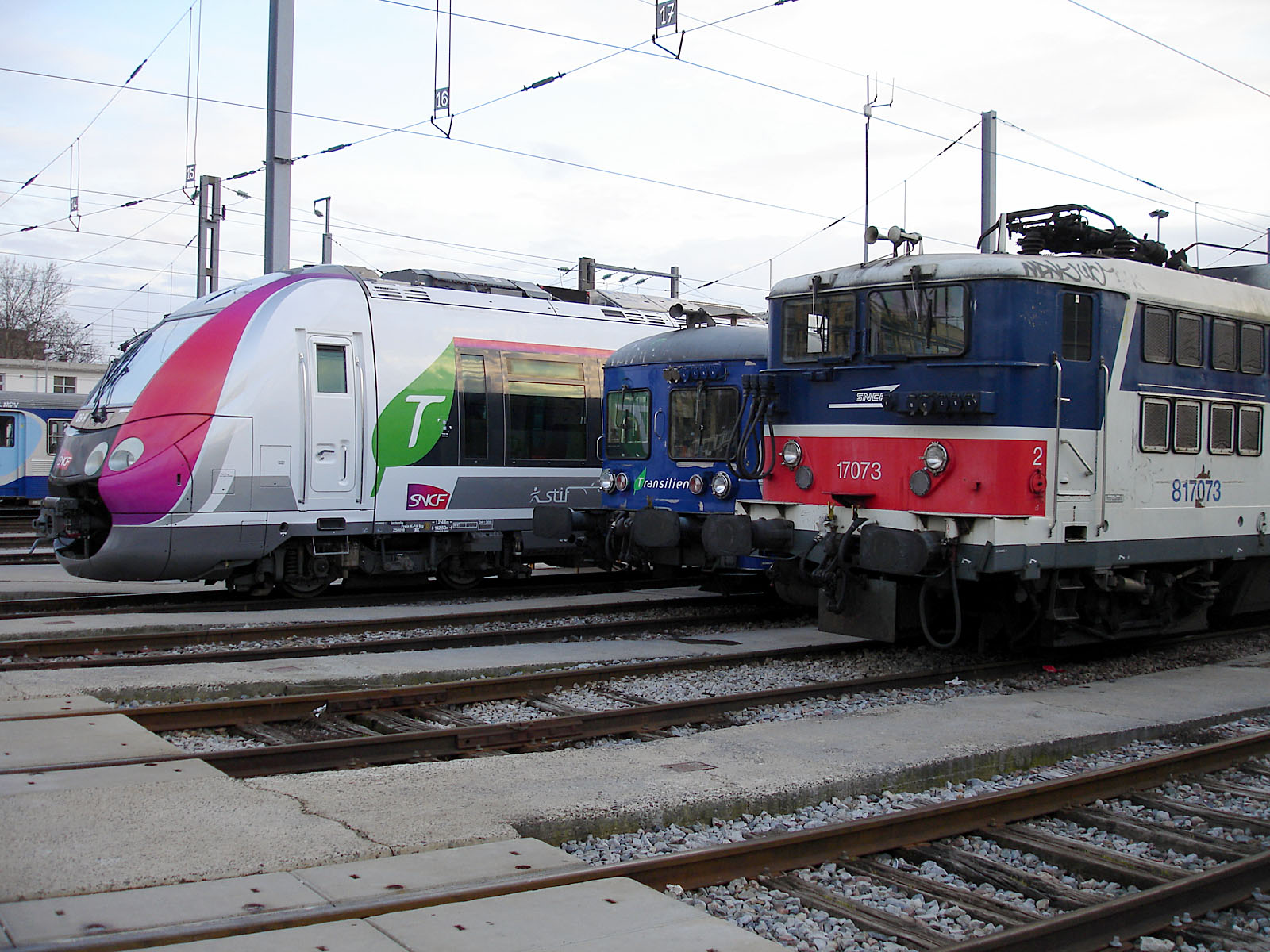
Francilien, RIB et BB 17000 au Technicentre de Paris-Nord, site des Joncherolles, en mars 2010.

Le 14 décembre 2009, les premières rames Francilien sont mises en service commercial sur la ligne H. Initialement, elles devaient commencer à transporter des voyageurs dès le début du service d'hiver 2010 prévu le 13 décembre 2009, sur la liaison Paris – Luzarches. Ceci ne fut pas possible, en raison d'un mouvement de grève. Quatre-vingt-deux rames seront livrées pour assurer la desserte de la ligne H. À cette date, le calendrier de déploiement du matériel roulant était le suivant : équipement des axes Paris – Luzarches de la fin 2009 à la mi-2010, Paris – Persan - Beaumont via Montsoult - Maffliers de la mi-2010 jusqu'au début de l'année 2011, Paris – Persan - Beaumont via Valmondois et enfin Paris – Pontoise du début de l'année 2011 au mois de juin 2012,,.
Néanmoins, le déverminage des rames Francilien se révélant difficile, conduit à modifier le calendrier initial du déploiement en le retardant. En effet, si neuf rames devaient être livrées fin mai, quinze fin août et vingt-cinq à la fin de l'année 2010, ce nombre a été réduit par deux fois, pour être finalement significativement diminué en raison des pannes et problèmes de mise au point persistants. La SNCF n'a en effet pas souhaité poursuivre la réception des rames produites, dans l'attente de la résolution de deux problèmes majeurs, constitués par la circulation en unité multiple (UM), et la validation du guide de dépannage informatisé (GDI), qui impose à l'exploitant de faire accompagner le conducteur par un cadre traction et un technicien de Bombardier.
Pendant l'été 2010 après de gros travaux d’infrastructure sur la ligne (« renouvellement voie ballast » (RVB) et redécoupage du mode de cantonnement), la commande centralisée de Montsoult - Maffliers a été remplacée par un poste de commande à distance (PCD) commandant un poste d'aiguillage informatique à technologie PC (PIPC) implanté à Belloy - Saint-Martin afin de permettre une meilleure gestion de la ligne, en service normal d'exploitation comme en cas de situation perturbée.
Le 4 novembre 2010, les voyageurs restent bloqués plus d'une heure dans une rame Francilien en panne en gare d'Écouen - Ézanville (seulement dix minutes selon la direction de Paris-Nord), les portes étant bloquées : à l'intérieur de la rame, les voyageurs restent sans éclairage, sans ventilation et sans information, les haut-parleurs étant « hors service ». Après ce nouvel incident, un usager réclame l'arrêt de l'exploitation du train à la direction de Paris-Nord, au nom du « principe de précaution ». Cette demande s'accompagne du dépôt d'une plainte contre la SNCF, auprès du procureur de la République de Pontoise, pour « mise en danger de la vie d’autrui ».
La cadence de production des Francilien devait reprendre en septembre 2011 à raison de trois rames par mois. Le constructeur avait annoncé qu'il comptait rattraper le retard accumulé début 2011. Cependant, en mars 2011, 15 rames sont toujours en attente, avec un retard de livraison d'environ quatre mois, le nombre d'incidents liés aux comble-lacunes ayant beaucoup augmenté, passant de 80 incidents par mois à plus de 1 200 en janvier 2011.
Le 4 mars 2011, à la suite des très nombreuses défaillances constatées, le Syndicat des transports d'Île-de-France (STIF) publie un communiqué demandant aux présidents de la SNCF et du constructeur Bombardier d'engager un véritable plan d'actions afin de remédier le plus rapidement possible aux dysfonctionnements constatés. Le STIF rappelle par ailleurs que le retard des livraisons, évalué à deux mois, devrait entièrement être rattrapé d'ici juin,. Pour sa part, la direction de la ligne H publie un communiqué expliquant les retards de livraison de la part du constructeur et leurs conséquences sur la mise au point du matériel ainsi que les incidents entrainés.
Le 22 mars 2011, Bombardier s’est vu dans l’obligation de suspendre la livraison de ses rames en raison de trop nombreuses pannes, les vingt rames livrées à cette date étant plus souvent au dépôt qu’en service commercial. Cependant les rames « aptes » au service commercial continuent à suivre leur roulement.
Du 4 au 8 avril 2011, des marches d’essais de nuit sont réalisées entre Paris-Nord et Pontoise afin de préparer l’arrivée des Francilien sur cet axe. Ces essais portaient essentiellement sur le bon fonctionnement du dispositif « équipement agent seul » (EAS), des balises portes et des comble-lacunes. Toutefois, les Francilien ne peuvent pas encore circuler sur les branches nord-ouest de la ligne H avant septembre 2011, les livraisons des rames étant interrompues jusqu’à ce mois. Parallèlement, la Région et la SNCF réclament des indemnités à Bombardier pour le préjudice subi, certaines sources évoquant même une possible rupture de contrat, néanmoins formellement démentie par les responsables de la SNCF et du STIF.
Fin septembre 2011, la SNCF et Bombardier trouvent un accord pour la reprise des livraisons des rames. Il fait suite à l’amélioration de la fiabilité du matériel, même si celle-ci reste nettement inférieure aux anciens matériels en circulation, et au choix réalisé par la SNCF de déverminer les rames neuves avant le changement de service du 11 décembre 2011. Les livraisons, qui ont repris avec la rame 26 H, permettent en outre de libérer de l’espace sur le site de production, proche de la saturation, et ont pour objectif d’atteindre 40 rames à la fin de 2011 pour la ligne H, dont 33 en circulation.

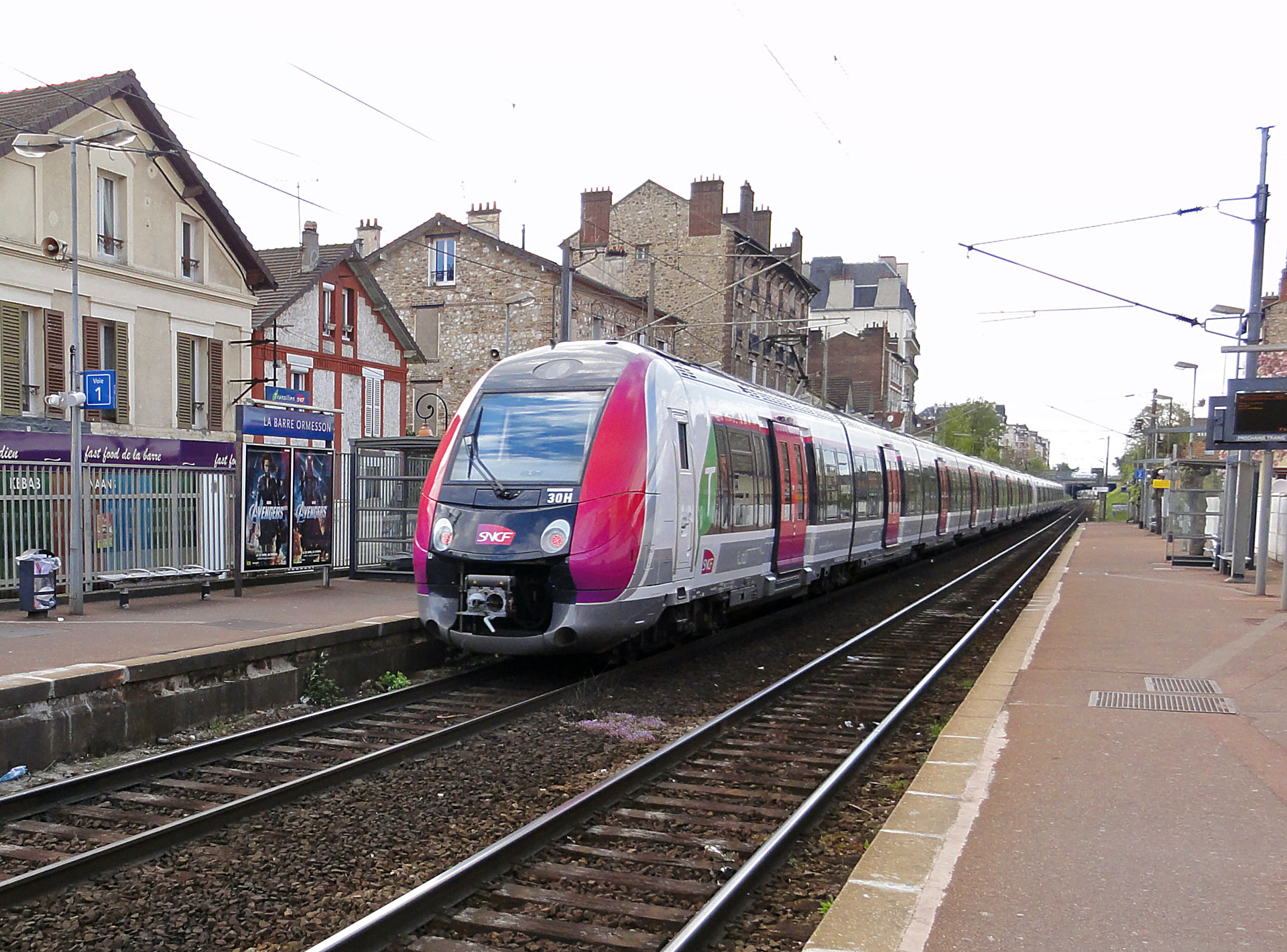
Une rame Francilien en gare de La Barre - Ormesson, située sur les axes Paris – Pontoise / Persan - Beaumont par Valmondois, en avril 2012.

Depuis le 9 novembre 2011, les rames Francilien peuvent circuler sur les axes Paris – Pontoise et Paris – Persan - Beaumont par Valmondois.
Depuis le 11 décembre 2011, à l'occasion du passage au service annuel 2012, la grille horaire de la ligne H a évolué afin d'augmenter le nombre de trains en circulation et d'adapter les arrêts et missions aux évolutions de la fréquentation des gares. L'augmentation du nombre de trains répondait à un besoin d'adapter l'offre à la demande en constante augmentation en Île-de-France, 3 % par an en moyenne. Celle-ci a nécessité, en matière de trains commerciaux, la création de parcours représentant 175 000 kilomètres, soit 500 kilomètres de plus par jour et 3 % de plus par rapport à la grille horaire précédente. L'adaptation des arrêts et missions aux évolutions de la fréquentation des gares de la ligne s'est notamment traduite par l'augmentation du nombre d'arrêts en gare de Saint-Denis, d'Épinay - Villetaneuse et d'Enghien-les-Bains. Ces évolutions ont été complétées par un cadencement des horaires pour les rendre plus lisibles et plus facilement mémorisables par les voyageurs (exemple : passage systématique en gare aux minutes 13, 28, 43 et 58 de chaque heure, en gare de Domont)
Grâce à ces nouveaux horaires, le nombre d'arrêts en gare de Saint-Denis a été doublé aux heures de pointe passant de quatre à huit par heure pour la seule ligne H, dans le sens de la pointe (en plus des huit trains de la ligne D du RER). La gare d'Épinay - Villetaneuse est désormais desservie, aux heures de pointe, toutes les trois minutes environ, grâce à la création de douze arrêts supplémentaires, soit une augmentation de 150 % du nombre d'arrêts, par rapport aux huit existants. Les horaires des trains de l'axe Paris – Montsoult - Maffliers sont devenus plus lisibles, chaque train qu'il soit omnibus ou semi-direct partant désormais systématiquement à la même minute de chaque heure. La gare d'Enghien-les-Bains bénéficie de quatre arrêts supplémentaires par heure en période de pointe, passant de huit à douze par heure, au détriment d'ailleurs de la gare de La Barre - Ormesson, qui ne voit plus s'arrêter que quatre trains au lieu de huit par heure.
À cause de ces nouveaux horaires, les horaires des trains de la Transversale (Pontoise – Creil) se sont globalement dégradés, passant notamment de la demi-heure à l'heure d'attente durant les périodes de pointe de matinée et de soirée, entre Persan - Beaumont et Creil. Les usagers des gares situées entre Saint-Leu-la-Forêt et Valmondois, sur l'axe Paris-Nord – Persan - Beaumont par Valmondois subissent une augmentation moyenne de cinq minutes de leur temps de parcours en direction de Paris en raison des deux nouveaux arrêts en proche banlieue. L'offre de transport a également été réduite en matinée de 30 % pour les usagers des gares de Nointel - Mours et de Presles-Courcelles, à la suite de la refonte de l'offre TER Picardie sur l'axe Paris-Nord – Méru – Beauvais.
À partir de la fin décembre 2011, les livraisons des Francilien ont été de nouveau suspendues afin de fiabiliser les rames déjà livrées. Elles ont repris depuis mars 2012, au rythme de deux rames par mois.

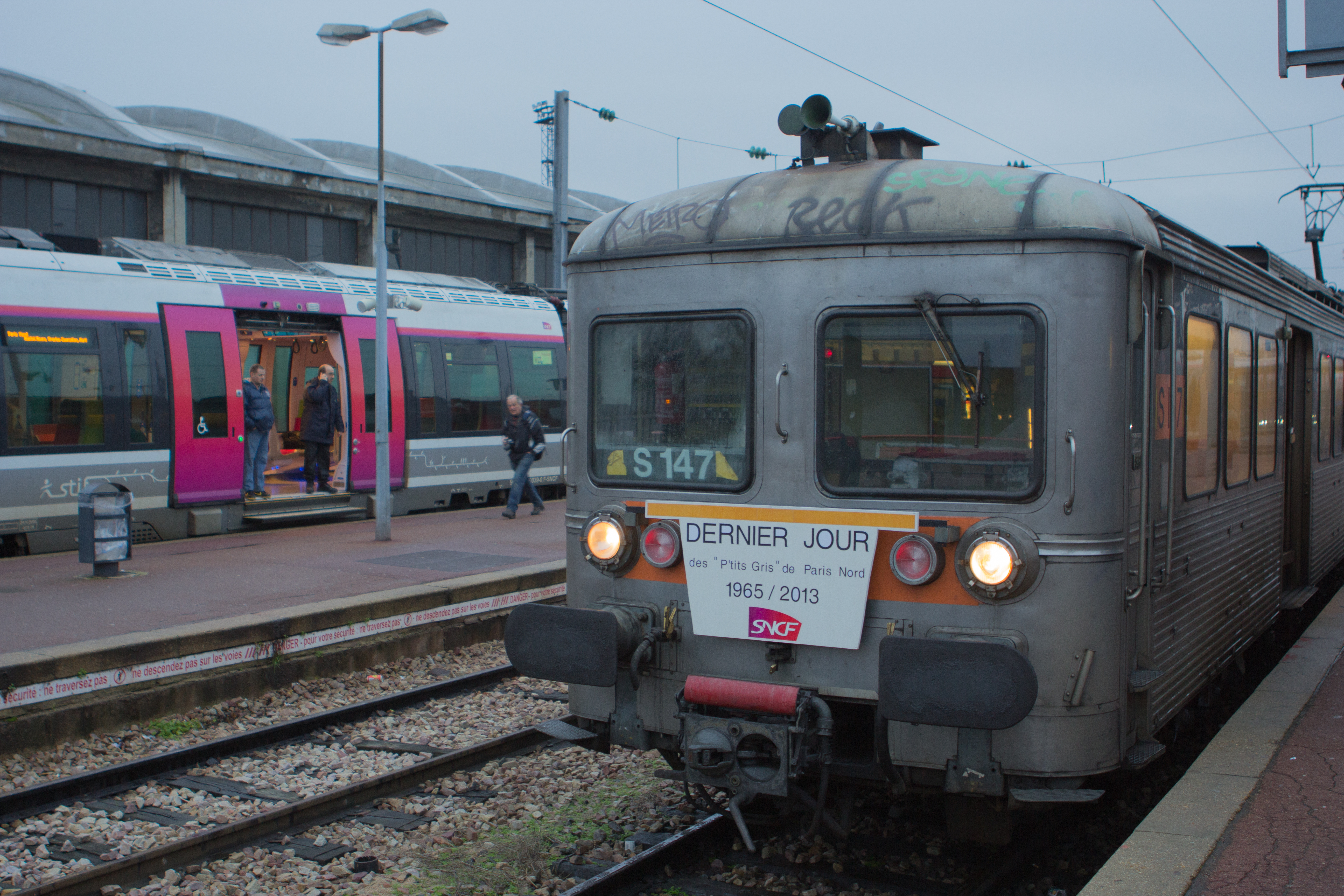
La rame Z 6147, partie intégrante de la dernière triplette de Z 6100, lors de la journée d'adieu, le 10 janvier 2013.

Le 3 octobre 2012, le Centre d’information voyageurs de Paris-Nord est inauguré, au sein du Centre opérationnel Transilien de la ligne H, centre de gestion des trains de la ligne. Il est le fruit de la fusion de cinq des onze « postes d’informations voyageurs Île-de-France » (PIVIF), lieux depuis lesquels étaient réalisées les annonces sonores en direction des gares et points d'arrêt. Les PIVIF n'ont été maintenus que dans les cinq principales gares de la ligne, du point de vue des flux. Les gares et points d’arrêt sont désormais sonorisés du premier au dernier train. Pour rendre les annonces sonores plus audibles en gare, les haut-parleurs ont été changés, et le son est passé au numérique pour en améliorer la qualité.
Auparavant, les PIVIF fonctionnaient de 6 h 30 à 21 h et avaient un périmètre défini. Cependant, en fonction du sens de circulation d’un train, une même gare pouvait être gérée par un PIVIF dans un sens et par un autre dans l’autre sens. Ainsi, par exemple, le PIVIF de Montigny - Beauchamp gérait l'ensemble des annonces réalisées en gare de Pierrelaye mais il se partageait celles de la gare de Cernay avec le PIVIF d’Ermont - Eaubonne. Entre 21 h et 6 h 30, le « module d’annonces numérisées » (MODAN) prenait le relais et permettait de déclencher automatiquement des annonces sonores dans les gares équipées de ce système.
Pour la SNCF, la proximité du Centre d’information voyageurs de Paris-Nord avec le Centre opérationnel Transilien de la ligne H doit favoriser les échanges entre ces différents acteurs de l’information, la prise en charge des voyageurs et améliorer la qualité de leur information,,.
Le 10 janvier 2013, au terme d'une journée d'adieu, les dernières Z 6100 ont tiré leur révérence après quarante-huit années d'exploitation,. Elles ont laissé place aux rames Francilien, désormais au complet après la livraison de la 82e et dernière rame, sur les axes radiaux (relations Paris – banlieue) et aux RIB/RIO rénovées en composition courte (quatre voitures) attelées à des BB 17000, sur l'axe transversal (Pontoise – Creil). Le déploiement du Francilien aura permis d'harmoniser le parc de la ligne, en remplaçant les rames Z 20500, Z 20900, VB 2N et RIB/RIO rénovées en composition longue (huit voitures).
Le 4 novembre 2013, la SNCF a mis en place les Flashs Radio Ligne H. D'une durée allant de 30 secondes à 1 min 30 s, ils doivent d'après la SNCF, permettre aux usagers d'« avoir une information en temps réel sur l'ensemble de la ligne ». Ils viennent compléter les annonces réalisées dans les gares. Ils sont diffusés dans l'ensemble des gares de la ligne, à l'exception notable de la gare de Paris-Nord, du lundi au vendredi, tous les quarts d'heure, entre 7 h et 9 h 30 puis entre 16 h 30 et 20 h.
Le 15 décembre 2013, l'offre sur la ligne H a évolué pour, d'après la SNCF, profiter de la performance du Francilien qui permet de raccourcir les temps de parcours, tout en rajoutant les arrêts supplémentaires demandés par le STIF : arrêt des Paris – Valmondois en pointe à La Barre – Ormesson, doublant la fréquence de desserte de cette gare (passage de 4 à 8 trains par heure).
Le 9 décembre 2016, les rames Z 50000 entrent en circulation sur la transversale (Creil – Pontoise), axe auparavant desservi par des trains composés de rames inox rénovées attelées à des BB 17000 Cette mise en service termine l'introduction des rames Z 50000 sur les diverses branches de la ligne H, ainsi intégralement équipée de ce type d'automotrice.

## Infrastructure

Logo de la ligne H pour Île-de-France Mobilités.

### Ligne

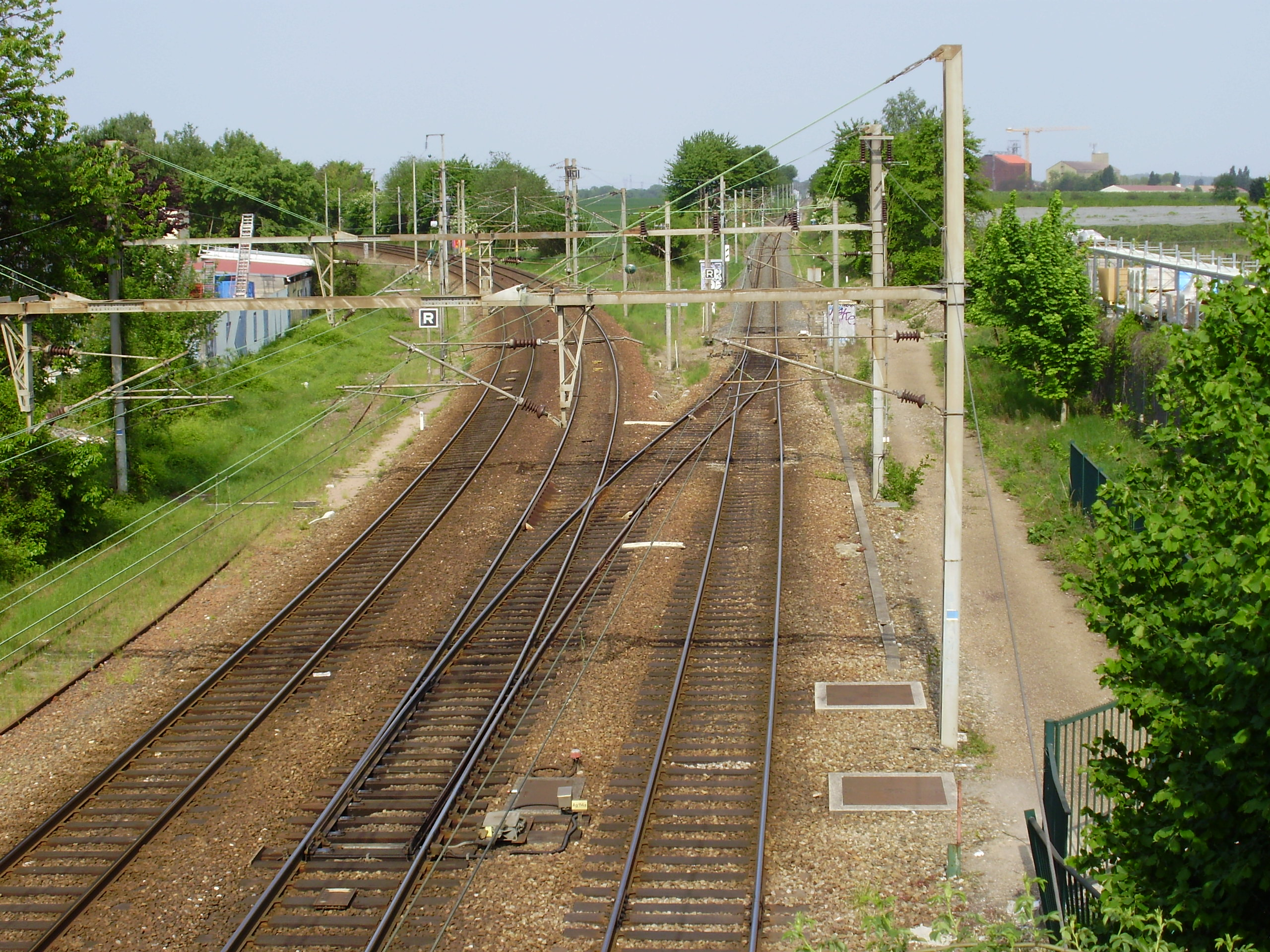
Bifurcation entre les voies vers Persan - Beaumont à gauche, et la voie vers Luzarches à droite, depuis le pont routier de la D 301 au nord-est de la gare de Montsoult - Maffliers (avril 2011).

La ligne H du Transilien comporte quatre branches toutes au départ de Paris-Nord et se séparant à Épinay - Villetaneuse, Montsoult - Maffliers et Ermont - Eaubonne. Ses terminus se situent à Luzarches, Pontoise et Persan - Beaumont par Montsoult - Maffliers et par Valmondois, en empruntant la ligne Paris – Saint-Denis – Pontoise, l'antenne Ermont – Valmondois, la ligne de Pierrelaye à Creil, le sud de la ligne d'Épinay - Villetaneuse au Tréport - Mers et l'antenne de Montsoult - Maffliers à Luzarches.
Elle comporte également une branche transversale dont l'origine n'est pas Paris-Nord. Elle débute à Pontoise dans le Val-d'Oise, rejoint Persan et oblique ensuite vers le nord-est. Son terminus, à Creil, est situé dans l'Oise, en empruntant la ligne de Pierrelaye à Creil et pour la rejoindre, une courte section de la ligne de Saint-Denis à Dieppe.
Elle est le fruit de l'utilisation conjuguée des lignes ferroviaires suivantes :
- Première ligne de Paris-Nord à Lille (Ligne de Paris-Nord à Lille, Ligne de Saint-Denis à Dieppe et Ligne de Pierrelaye à Creil), ouverte en 1846, entre Paris-Nord et Saint-Ouen-l'Aumône-Liesse ainsi qu'entre Épluches et Creil par Persan - Beaumont ;
- Raccordement de Saint-Ouen, ouvert en 1863 entre Saint-Ouen-l'Aumône-Liesse et Pontoise ;
- Raccordement d'Épluches, ouvert en 1863 entre Saint-Ouen-l'Aumône et Épluches ;
- Ligne d'Ermont - Eaubonne à Valmondois, ouverte en 1876, entre Ermont - Eaubonne et Valmondois ;
- Ligne d'Épinay - Villetaneuse au Tréport - Mers, ouverte en 1877 entre Épinay - Villetaneuse et Persan - Beaumont par Montsoult - Maffliers ;
- Ligne de Montsoult - Maffliers à Luzarches, ouverte en 1880 entre Montsoult - Maffliers et Luzarches.

La ligne H du Transilien dessert en 2013, cinquante-et-une communes situées dans quatre départements (Paris, Seine-Saint-Denis, Val-d'Oise et Oise). Elle traverse quarante-sept passages à niveau, situés pour l'essentiel en milieu urbain et parfois sur des axes importants, ce qui est à l'origine de nombreux incidents et retards. Celui de Deuil - Montmagny est le plus accidentogène d'Île-de-France et le troisième de France,. Sa suppression grâce à une déviation des circulations routières et un franchissement souterrain plus au sud, qui était attendue en 2017 pour mi-2022, doit être effective en 2025.

### Tensions d'alimentation
La ligne H est électrifiée sur la totalité de son parcours comme tout le réseau Nord en 25 kV-50 Hz monophasé.

### Vitesses limites
Les vitesses limites des lignes empruntées s'étagent de 60 à 120 km/h :

#### Branches de Paris-Nord à Pontoise et Valmondois
Sur la section de Paris-Nord à Saint-Denis, la vitesse limite pratiquée en 2012 sur les voies locales empruntée par les trains de la ligne H est de 100 km/h. La section de Saint-Denis à Pontoise n'autorise nulle part de vitesses supérieures à 120 km/h, car la ligne est exploitée en trafic de banlieue avec des arrêts trop rapprochés et un débit trop important pour permettre des vitesses élevées.
De Saint-Denis (PK 6,1) à la bifurcation d'Eaubonne (PK 13,5), la vitesse limite est de 90 km/h. Au sein des emprises de la gare d'Ermont - Eaubonne (PK 13,5 à 15,2), la vitesse est ramenée à 60 km/h. Sur l'axe de Pontoise, de l'ancienne bifurcation de Sannois (PK 15,2) à Montigny - Beauchamp (PK 20,3), la vitesse est de nouveau limitée à 90 km/h. De Montigny - Beauchamp (PK 20,3) à Saint-Ouen-l'Aumône (PK 28,6), elle atteint 120 km/h, avant de s'abaisser à 60 km/h jusqu'à l'arrivée à Pontoise (29,5),.
Sur la ligne d'Ermont - Eaubonne à Valmondois, le profil assez difficile, en long et en plan, ne favorise pas des circulations rapides. Par conséquent, la vitesse autorisée est limitée à 90 km/h et à 60 km/h dans la courbe entre les gares d'Ermont - Eaubonne et d'Ermont-Halte,.

#### Branches d'Épinay - Villetaneuse à Persan - Beaumont et Luzarches
Sur la section d'Épinay - Villetaneuse à Persan - Beaumont par Montsoult - Maffliers, la vitesse limite de la ligne en 2012 est de 90 km/h d'Épinay - Villetaneuse à Deuil - Montmagny, puis de 100 km/h de Deuil - Montmagny à Persan - Beaumont, vitesse abaissée à 80 km/h dans la traversée de la gare de Montsoult - Maffliers.
Sur la ligne de Montsoult - Maffliers à Luzarches, la vitesse limite des circulations est de 100 km/h au maximum,.

#### Branche de Pontoise à Creil
Sur la ligne Saint-Ouen-l'Aumône – Valmondois – Persan – Creil, la vitesse limite des circulations est de 120 km/h, vitesse abaissée à 60 km/h sur le raccordement d’Épluches.

## Liste des gares
La ligne H dessert au total 46 gares et 10 points d'arrêts non gérés (PANG).

### Radiales
|  |   |  |   |  |   |  |   |  | Gare                                                         | Zone | Communes                                       | Correspondances |
|  | - |  | - |  | - |  | - |  | ------------------------------------------------------------ | ---- | ---------------------------------------------- | --- |
|  | ■ |  |   |  |   |  |   |  | Paris-Nord                                                   | 1    | Paris 10e                                      | (La Chapelle, à distance) (Gare de l'Est, par la voie publique) (Magenta) (Paris-Est, par la voie publique) Grandes lignes (Paris-Nord et, par la voie publique, Paris-Est) |
|  | • |  |   |  |   |  |   |  | Saint-Denis L'Île-Saint-Denis                                | 3    | Saint-Denis                                    | (RER) · (D) · (T) · (1) · (8) |
|  | • |  |   |  |   |  |   |  | Épinay - Villetaneuse                                        | 3    | Épinay-sur-Seine, Montmagny                    | (T) · (11) |
|  |   |  |   |  | • |  |   |  | Deuil - Montmagny                                            | 4    | Deuil-la-Barre                                 | |
|  |   |  |   |  | • |  |   |  | Groslay                                                      | 4    | Groslay                                        | |
|  |   |  |   |  | • |  |   |  | Sarcelles - Saint-Brice                                      | 4    | Saint-Brice-sous-Forêt, Sarcelles              | |
|  |   |  |   |  | • |  |   |  | Écouen - Ézanville Musée National de la Renaissance          | 4    | Ézanville                                      | |
|  |   |  |   |  | • |  |   |  | Domont                                                       | 4    | Domont                                         | |
|  |   |  |   |  | • |  |   |  | Bouffémont - Moisselles                                      | 5    | Bouffémont                                     | |
|  |   |  |   |  | • |  |   |  | Montsoult - Maffliers                                        | 5    | Montsoult                                      | |
|  |   |  |   |  |   |  | • |  | Villaines                                                    | 5    | Villaines-sous-Bois                            | |
|  |   |  |   |  |   |  | • |  | Belloy - Saint-Martin                                        | 5    | Belloy-en-France                               | |
|  |   |  |   |  |   |  | • |  | Viarmes                                                      | 5    | Viarmes                                        | |
|  |   |  |   |  |   |  | • |  | Seugy                                                        | 5    | Seugy                                          | |
|  |   |  |   |  |   |  | ■ |  | Luzarches                                                    | 5    | Luzarches                                      | |
|  |   |  |   |  | • |  |   |  | Presles-Courcelles                                           | 5    | Presles                                        | |
|  |   |  |   |  | • |  |   |  | Nointel - Mours                                              | 5    | Nointel                                        | |
|  | • |  |   |  |   |  |   |  | La Barre - Ormesson                                          | 4    | Deuil-la-Barre                                 | |
|  | • |  |   |  |   |  |   |  | Enghien-les-Bains                                            | 4    | Enghien-les-Bains                              | |
|  | • |  |   |  |   |  |   |  | Champ de courses d'Enghien Commune de Soisy-sous-Montmorency | 4    | Soisy-sous-Montmorency                         | |
|  | • |  |   |  |   |  |   |  | Ermont - Eaubonne                                            | 4    | Ermont, Eaubonne                               | (RER) · (C) · Transilien · Ligne J du Transilien |
|  |   |  | • |  |   |  |   |  | Ermont-Halte                                                 | 4    | Ermont                                         | |
|  |   |  | • |  |   |  |   |  | Gros Noyer - Saint-Prix                                      | 4    | Ermont                                         | |
|  |   |  | • |  |   |  |   |  | Saint-Leu-la-Forêt                                           | 4    | Saint-Leu-la-Forêt                             | |
|  |   |  | • |  |   |  |   |  | Vaucelles                                                    | 4    | Taverny                                        | |
|  |   |  | • |  |   |  |   |  | Taverny                                                      | 4    | Taverny                                        | |
|  |   |  | • |  |   |  |   |  | Bessancourt                                                  | 5    | Bessancourt                                    | |
|  |   |  | • |  |   |  |   |  | Frépillon                                                    | 5    | Frépillon                                      | |
|  |   |  | • |  |   |  |   |  | Méry-sur-Oise                                                | 5    | Méry-sur-Oise                                  | |
|  |   |  | • |  |   |  |   |  | Mériel                                                       | 5    | Mériel                                         | |
|  |   |  | • |  |   |  |   |  | Valmondois Butry-sur-Oise                                    | 5    | Butry-sur-Oise                                 | |
|  |   |  | • |  |   |  |   |  | L'Isle-Adam - Parmain                                        | 5    | Parmain                                        | |
|  |   |  | • |  |   |  |   |  | Champagne-sur-Oise                                           | 5    | Champagne-sur-Oise                             | |
|  |   |  | ■ |  | ■ |  |   |  | Persan - Beaumont                                            | 5    | Persan                                         | TER Hauts-de-France |
|  | • |  |   |  |   |  |   |  | Cernay                                                       | 4    | Ermont                                         | (RER) · (C) |
|  | • |  |   |  |   |  |   |  | Franconville - Le Plessis-Bouchard                           | 4    | Franconville                                   | (RER) · (C) |
|  | • |  |   |  |   |  |   |  | Montigny - Beauchamp                                         | 4    | Beauchamp, Montigny-lès-Cormeilles, Pierrelaye | (RER) · (C) |
|  | • |  |   |  |   |  |   |  | Pierrelaye                                                   | 5    | Pierrelaye                                     | (RER) · (C) |
|  | • |  |   |  |   |  |   |  | Saint-Ouen-l'Aumône-Liesse                                   | 5    | Saint-Ouen-l'Aumône                            | (RER) · (C) |
|  | • |  |   |  |   |  |   |  | Saint-Ouen-l'Aumône                                          | 5    | Saint-Ouen-l'Aumône                            | (RER) · (C) |
|  | ■ |  |   |  |   |  |   |  | Pontoise                                                     | 5    | Pontoise                                       | (RER) · (C) · Transilien · Ligne J du Transilien |

(Les stations en gras servent de départ ou de terminus à certaines missions)

### Transversale
|  |   |  | Gare                      | Zone | Communes             | Correspondances                                  |
|  | - |  | ------------------------- | ---- | -------------------- | ------------------------------------------------ |
|  | ■ |  | Pontoise                  | 5    | Pontoise             | (RER) · (C) · Transilien · Ligne J du Transilien |
|  | • |  | Saint-Ouen-l'Aumône       | 5    | Saint-Ouen-l'Aumône  | (RER) · (C)                                      |
|  | • |  | Épluches                  | 5    | Saint-Ouen-l'Aumône  |                                                  |
|  | • |  | Pont-Petit                | 5    | Saint-Ouen-l'Aumône  |                                                  |
|  | • |  | Chaponval                 | 5    | Auvers-sur-Oise      |                                                  |
|  | • |  | Auvers-sur-Oise           | 5    | Auvers-sur-Oise      |                                                  |
|  | • |  | Valmondois Butry-sur-Oise | 5    | Butry-sur-Oise       |                                                  |
|  | • |  | L'Isle-Adam - Parmain     | 5    | Parmain              |                                                  |
|  | • |  | Champagne-sur-Oise        | 5    | Champagne-sur-Oise   |                                                  |
|  | • |  | Persan - Beaumont         | 5    | Persan               | TER Hauts-de-France                              |
|  | • |  | Bruyères-sur-Oise         | 5    | Bruyères-sur-Oise    |                                                  |
|  | • |  | Boran-sur-Oise            | *    | Boran-sur-Oise       |                                                  |
|  | • |  | Précy-sur-Oise            | *    | Précy-sur-Oise       |                                                  |
|  | • |  | Saint-Leu-d'Esserent      | *    | Saint-Leu-d'Esserent |                                                  |
|  | ■ |  | Creil                     | *    | Creil                | Grandes lignes                                   |

* Hors zone Île-de-France.
(Les gares en gras servent de départ ou de terminus à certaines missions)

## Exploitation

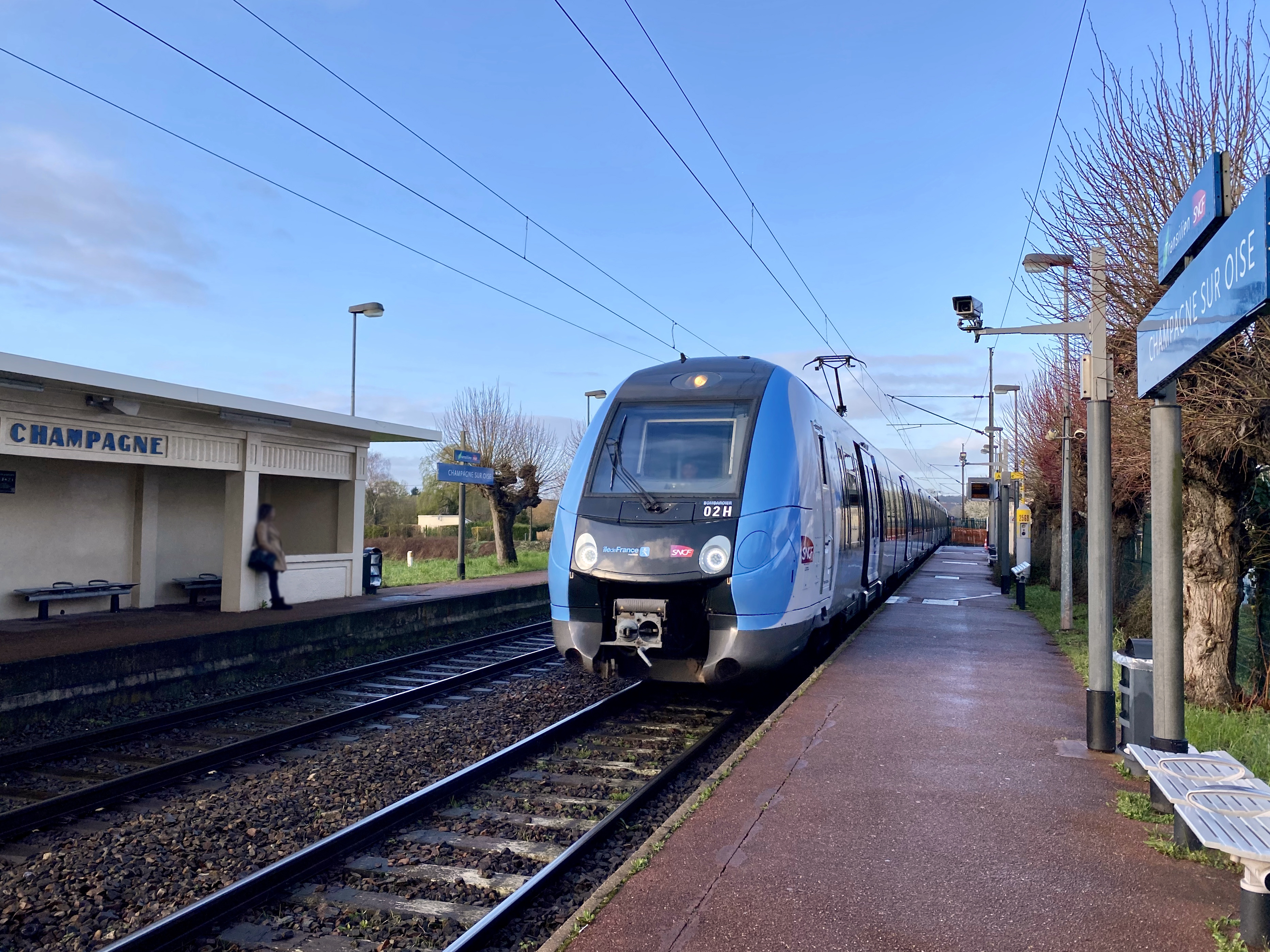
Une rame Z 50000 en gare de Champagne-sur-Oise, en mars 2020.

La ligne H est une ligne exploitée par SNCF Voyageurs, qui fonctionne entre 5 h et 1 h du matin, tous les jours de l'année, à l'aide de 106 rames Z 50000 (Francilien) utilisées en pool avec la ligne K.
À l’occasion de l'arrivée du Francilien, une réflexion globale sur l’amélioration du service de la ligne H a été menée, lui permettant de recevoir le 8 décembre 2009, la certification AFNOR « NF Service », récompensant trois années de travail sur la régularité, la propreté, l’information des voyageurs et l’accueil.
Exceptionnellement, le service peut devenir continu, c'est-à-dire effectué 24 h/24, à l'occasion d'évènements importants comme la Fête de la musique et la nuit du Nouvel An. À cette occasion, un service spécial est assuré au minimum toutes les heures entre 1 h et 5 h du matin, au départ de la gare du Nord, en direction de Pontoise, de Persan-Beaumont par Montsoult - Maffliers et par Valmondois, de Creil, de Charles-de-Gaulle 2 TGV et de Mitry - Claye.

### Noms des missions
Adoptés depuis le passage au service d'été 2004, les codes missions de la ligne H du Transilien sont composés de quatre lettres. En apparaissant sur les écrans d'affichage (Infogare), ils permettent de faciliter la compréhension des différentes missions assurées.
1re lettre : destination du train
- A : Paris-Nord
- E : Ermont - Eaubonne
- F : Saint-Leu-la-Forêt
- L : Luzarches
- M : Montsoult - Maffliers
- O : Pontoise
- P : Persan - Beaumont
- S : Sarcelles - Saint-Brice
- T : Transversale  (Pontoise / Persan - Beaumont / Creil)
- V : Valmondois

2e, 3e et 4e lettres : desserte du train

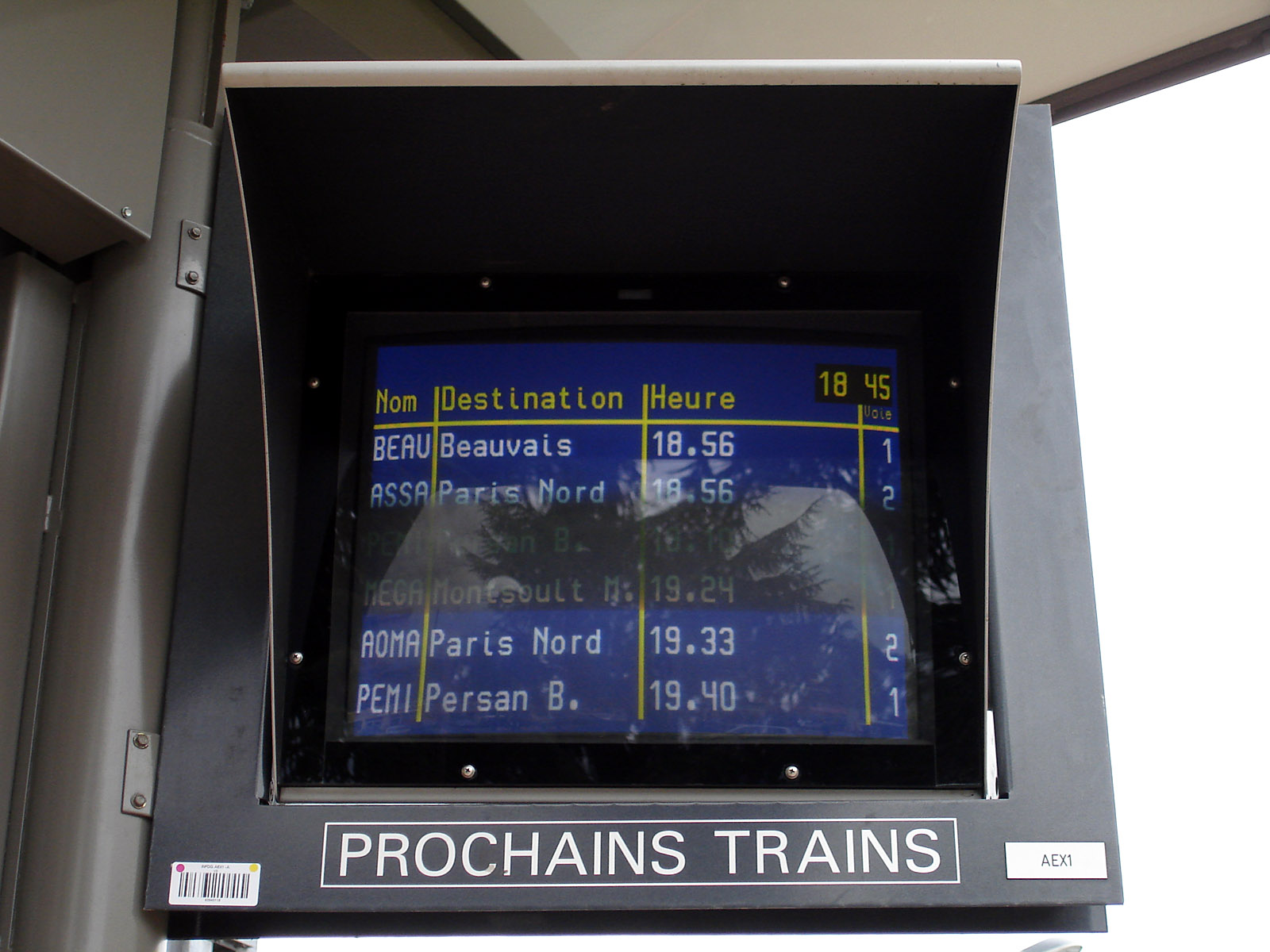
Écran Infogare en gare d'Écouen - Ézanville, en mars 2010.

Le principe de composition des codes missions se rapproche de celui utilisé sur les lignes Transilien N et P par exemple, à la différence près que les missions aller et retour n'ont pas systématiquement des codes missions symétriques. En effet, les lettres codes utilisées sont des consonnes mais également des voyelles (« O » pour Pontoise, « E » pour Ermont, etc.). La ligne H est la seule ligne du réseau Transilien à ne pas utiliser la lettre « P » pour désigner Paris, en l'occurrence Paris-Nord, reprenant plutôt la lettre A utilisée par les lignes RER B et D, tandis que le « P » désigne Persan – Beaumont.
La logique actuelle du système permet surtout de mettre en évidence les missions desservant toutes les gares du parcours, c'est-à-dire « omnibus » :
- Dans le sens Paris – Banlieue :
  - E : Lorsque la 1re lettre du code-mission est une consonne, les missions radiales ne desservant pas toutes les gares du parcours, sont désignées à la 2e position par cette lettre (exemples : LEMI, PEDA...) ;
  - M : Les missions radiales en direction de Luzarches et de Persan - Beaumont par Montsoult - Maffliers, desservant toutes les gares du parcours, sont désignées à la 3e position par cette lettre (exemples : LOMI, POMA...). Certaines missions semi-directes respectent également ce principe (exemples : LEMI, PEMI) ;
  - O : Les missions radiales desservant toutes les gares du parcours, sont désignées à la 2e ou  3e position par cette lettre, première lettre du mot « Omnibus », quelle que soit la 1re lettre de leur code mission (exemples : OPOC, POMA...).
- Dans le sens Banlieue – Paris :
  - O : Les missions radiales desservant toutes les gares du parcours, sont désignées à la 2e ou  3e position par cette lettre, quelle que soit la 1re lettre de leur code mission (exemples : AOMA, AVOP...).

On peut noter que certaines missions ont leur code-mission aller anagramme de leur code-mission retour. Par exemple, la mission AREP (Persan - Paris via Valmondois) est le palindrome de PERA (Paris - Persan via Valmondois), ADDO (Pontoise - Paris) celui de ODDA (Paris - Pontoise), etc.
Tableau des missions
| Destinations            | Codes missions (régulières seulement)                                                                      |
| ----------------------- | --- |
| Paris-Nord              | ABEL, ADDO, ADEL, ADEO, ADEP, AEVI, AFOI, AOGA, AOLA, AOMA, AOSA, APOR, AREP, AREV, ASSA, AVEL, AVOL, AVOP |
| Saint-Leu-la-Forêt      | FOGI |
| Luzarches               | LEMI, LEVA, LOMI                                                                                           |
| Montsoult - Maffliers   | MOSA |
| Pontoise                | ODDA, ODEA, OPOC, OPAC                                                                                     |
| Persan - Beaumont       | PEDA, PEMI, POMA, PERA, POTA, POVA                                                                         |
| Sarcelles - Saint-Brice | SOGA |
| Transversale            | Pontoise : TIMA, TOLI Persan - Beaumont : TEGA, TRIA Creil : TSOL, TZEB                                    |
| Valmondois              | VERA, VEVI, VOBA                                                                                           |

### Plan de transport de la ligne
En 2019, le plan de transport de la ligne H s'articule autour de cinq axes :
- Paris-Nord – Luzarches ;
- Paris-Nord – Persan - Beaumont par Montsoult - Maffliers ;
- Paris-Nord – Persan - Beaumont par Valmondois ;
- Paris-Nord – Pontoise ;
- Pontoise – Creil (Transversale)[2].

Concrètement, il s'organise comme indiqué ci-après.

#### Heures de pointe

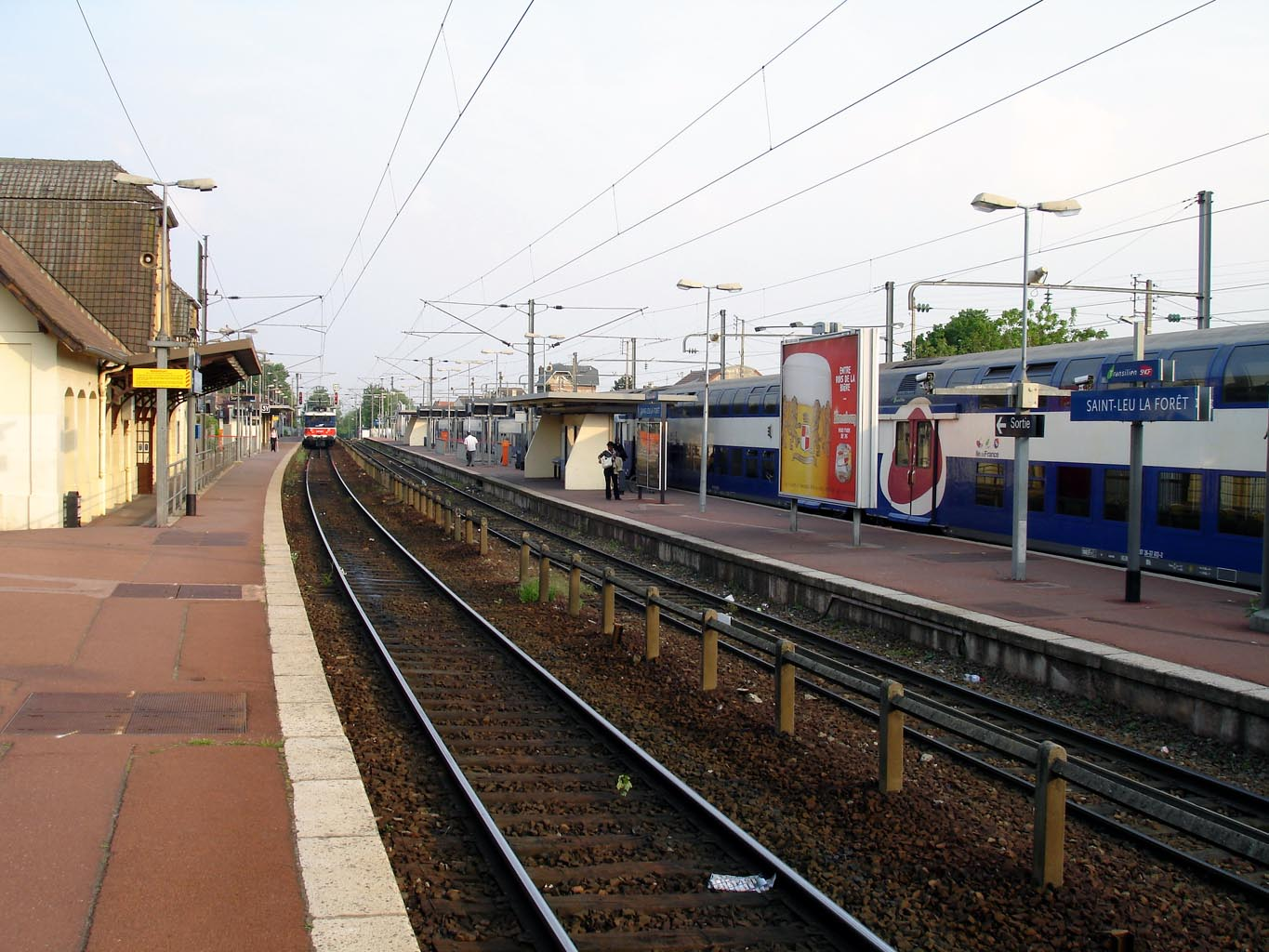
Le terminus intermédiaire de Saint-Leu-la-Forêt uniquement exploité durant les heures de pointe. Ici, du temps des VB 2N en avril 2007.

Le plan de transport prévu durant les heures de pointe n'est appliqué que du lundi au vendredi et diffère selon que l'on est dans le sens de la pointe ou en contre-pointe.
Dans le sens de la pointe (vers Paris le matin, vers la banlieue le soir), l'exploitation des axes radiaux de la ligne comprend :
- sur la relation Paris-Nord –  Sarcelles - Saint-Brice, un aller (le soir) ou un retour (le matin) tous les quarts d'heure, omnibus sur la totalité du parcours (missions AOGA vers Paris, missions SOGA vers la banlieue) ;
- sur la relation Paris-Nord – Luzarches, un aller (le soir) ou un retour (le matin) toutes les demi-heures, direct entre Épinay - Villetaneuse et Sarcelles (missions AVEL vers Paris, missions LEVA vers la banlieue) ;
- sur la relation Paris-Nord – Persan - Beaumont par Montsoult - Maffliers, un aller (le soir) ou un retour (le matin) toutes les demi-heures, direct entre Épinay - Villetaneuse et Sarcelles (missions ADEP vers Paris, missions PEDA vers la banlieue) ;
- sur la relation Paris-Nord – Saint-Leu-la-Forêt, un aller (le soir) ou un retour (le matin) tous les quarts d'heure, omnibus sur la totalité du parcours (missions AFOI vers Paris, missions FOGI vers la banlieue) ;
- sur la relation Paris-Nord – Persan - Beaumont par Valmondois :
  - un aller (le soir) ou un retour (le matin) toutes les demi-heures, dessert Épinay - Villetaneuse, La Barre-Ormesson, Enghien-les-Bains et toutes les gares d'Ermont - Eaubonne à Valmondois (missions AREV vers Paris, missions VERA vers la banlieue) ;
  - un aller (le soir) ou un retour (le matin) toutes les demi-heures, dessert Paris-Nord, Épinay - Villetaneuse, La Barre-Ormesson, Enghien-les-Bains et toutes les gares d'Ermont - Eaubonne à Persan - Beaumont (missions AREP vers Paris, missions PERA vers la banlieue) ;
  - un retour simple (le matin) origine Valmondois sans arrêt jusqu'à Saint-Leu-la-Forêt puis omnibus jusqu'à Paris (mission AEVI vers Paris) ;
- sur la relation Paris-Nord – Pontoise, un aller (le soir) ou un retour (le matin) tous les quarts d'heure, direct entre Épinay - Villetaneuse, Enghien-les-Bains et Ermont - Eaubonne (missions ADDO vers Paris, missions ODDA vers la banlieue).

En contre-pointe (vers la banlieue le matin, vers Paris le soir), l'exploitation des axes radiaux de la ligne comprend :
- sur la relation Paris-Nord – Sarcelles - Saint-Brice, un aller (le matin) ou un retour (le soir) tous les quarts d'heure, omnibus sur la totalité du parcours (missions AOGA vers Paris, missions SOGA vers la banlieue) ;
- sur la relation Paris-Nord – Luzarches, un aller (le matin) ou un retour (le soir) toutes les demi-heures, direct de Paris-Nord à Sarcelles - Saint-Brice (missions ADEL vers Paris, missions LEMI vers la banlieue) ;
- sur la relation Paris-Nord – Persan - Beaumont par Montsoult - Maffliers, un aller (le matin) ou un retour (le soir) toutes les demi-heures, direct de Paris-Nord à Sarcelles - Saint-Brice (missions ASSA vers Paris, missions PEMI vers la banlieue) ;
- sur la relation Paris-Nord – Saint-Leu-la-Forêt, un aller (le matin) ou un retour (le soir) toutes les demi-heures, omnibus sur la totalité du parcours (missions AFOI ou AEVI vers Paris, missions FOGI ou VEVI vers la banlieue) ;
- sur la relation Paris-Nord – Persan - Beaumont par Valmondois, un aller (le matin) ou un retour (le soir) toutes les demi-heures, omnibus sur la totalité du parcours (missions AVOP vers Paris, missions POVA vers la banlieue) ainsi qu'un aller (le matin) ou un retour (le soir) toutes les demi-heures, origine Valmondois sans arrêt jusqu'à Saint-Leu-la-Forêt puis omnibus jusqu'à Paris (missions AEVI vers Paris, missions VEVI vers la banlieue) ;
- sur la relation Paris-Nord – Pontoise, un aller (le matin) ou un retour (le soir) tous les quarts d'heure, au départ de Paris-Nord, dessert Épinay - Villetaneuse, Enghien-les-Bains et toutes les gares d'Ermont-Eaubonne à Pontoise (missions ADEO vers Paris, missions ODEA vers la banlieue).

Quel que soit le sens de circulation, l'exploitation de l'axe transversal comprend un aller-retour toutes les demi-heures, omnibus sur la totalité du parcours sur la relation Pontoise – Persan - Beaumont (missions TIMA vers Pontoise, missions TRIA vers Persan). Certains de ces trains sont prolongés de Persan - Beaumont à Creil (missions TOLI vers Pontoise, missions TSOL vers Creil).

#### Heures creuses

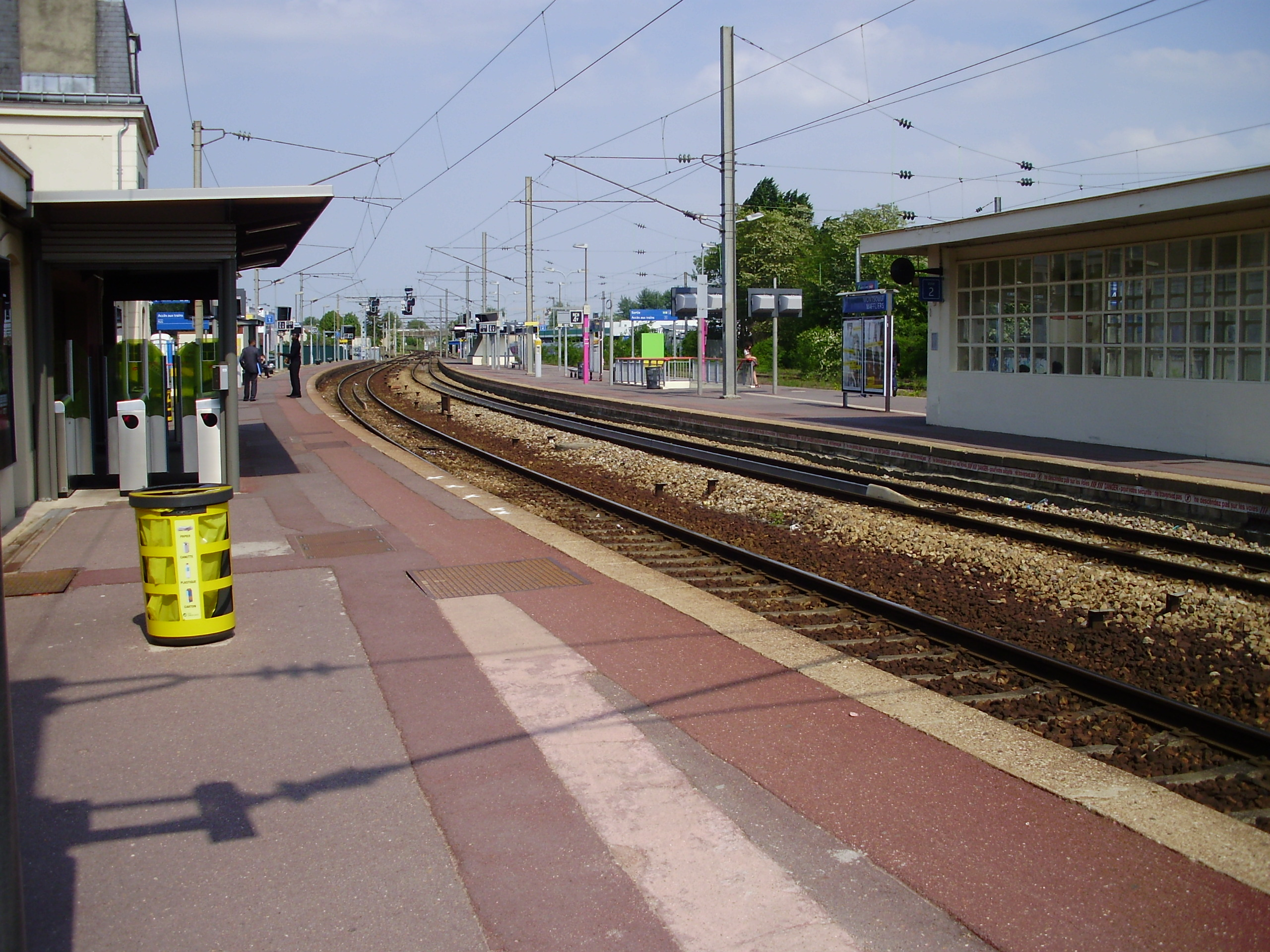
Le terminus intermédiaire de Montsoult - Maffliers uniquement exploité du lundi au vendredi aux heures creuses, en avril 2011.

Du lundi au vendredi, l'exploitation de la ligne comprend :
- sur la relation Paris-Nord – Montsoult - Maffliers, un aller-retour toutes les demi-heures, omnibus sur la totalité du parcours (missions AOSA vers Paris, missions MOSA vers la banlieue) ;
- sur la relation Paris-Nord – Luzarches, un aller-retour toutes les heures, omnibus sur la totalité du parcours (missions AOLA vers Paris, missions LOMI vers la banlieue) ;
- sur la relation Paris-Nord – Persan - Beaumont par Montsoult - Maffliers, un aller-retour toutes les heures, omnibus sur la totalité du parcours (missions AOMA vers Paris, missions POMA vers la banlieue) ;
- sur la relation Paris-Nord – Persan - Beaumont par Valmondois :
  - un aller-retour toutes les heures, omnibus sur la totalité du parcours terminus/origine Valmondois (missions AVOL vers Paris, missions VOBA vers la banlieue) ;
  - un aller-retour toutes les heures, omnibus sur la totalité du parcours terminus/origine Persan - Beaumont  (missions AVOP vers Paris, missions POVA vers la banlieue) ;
- sur la relation Paris-Nord – Pontoise, un aller-retour toutes les demi-heures, omnibus sur la totalité du parcours (missions APOR vers Paris, missions OPOC vers la banlieue) ;
- sur la relation transversale, un aller-retour toutes les heures, omnibus sur la totalité du parcours Pontoise – Persan - Beaumont (missions TIMA vers Pontoise, missions TRIA vers Persan). Certains de ces trains sont prolongés de Persan - Beaumont à Creil (missions TOLI vers Pontoise, missions TSOL vers Creil).

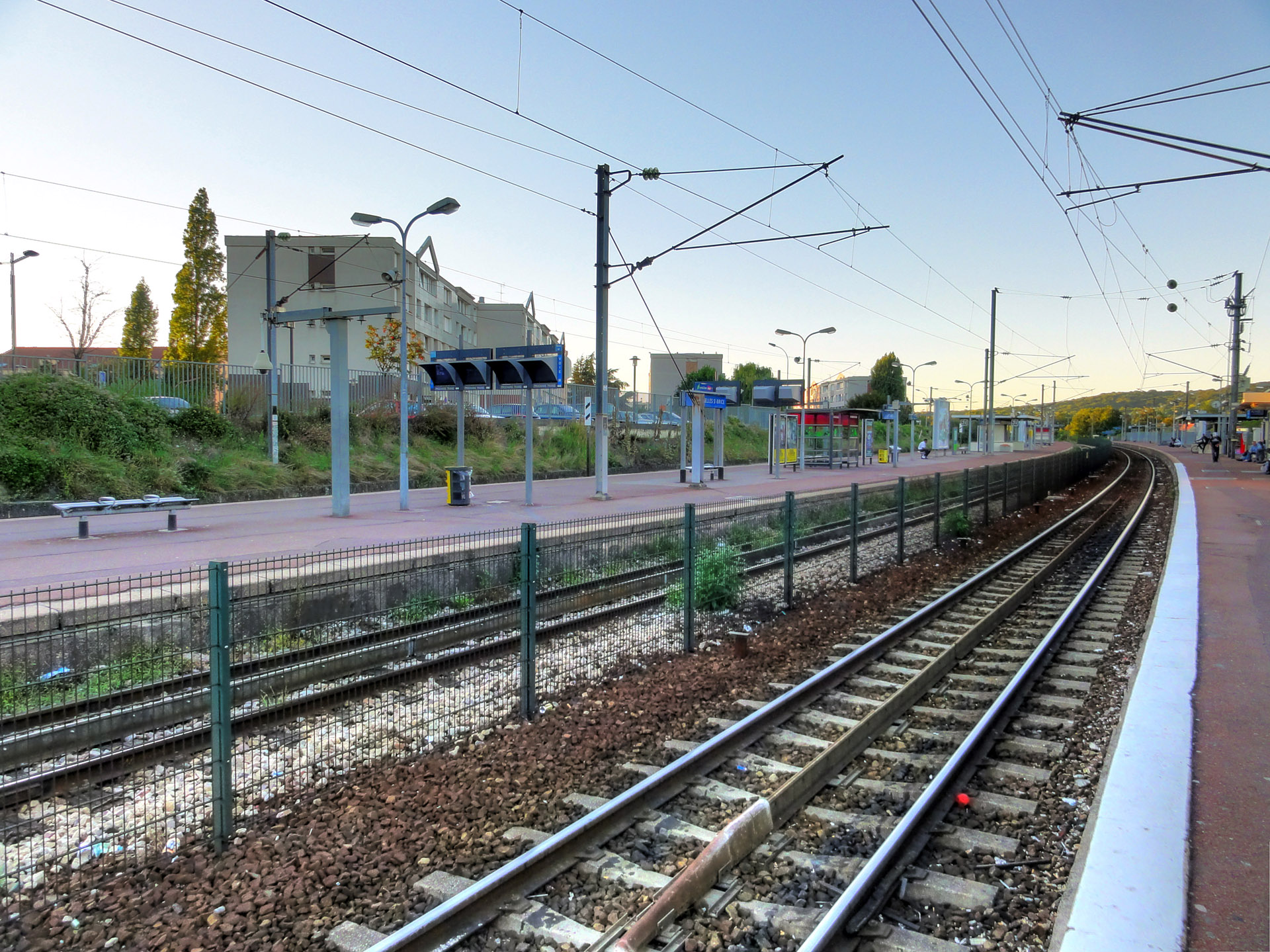
Le terminus intermédiaire de Sarcelles - Saint-Brice, en août 2010.

Les samedis, dimanches et fêtes, l'exploitation de la ligne comprend :
- sur la relation Paris-Nord – Sarcelles - Saint-Brice, un aller-retour toutes les demi-heures, omnibus sur la totalité du parcours (missions AOGA vers Paris, missions SOGA vers la banlieue) ;
- sur la relation Paris-Nord – Luzarches, un aller-retour toutes les heures, omnibus sur la totalité du parcours (missions AOLA vers Paris, missions LOMI vers la banlieue) ;
- sur la relation Paris-Nord – Persan - Beaumont par Montsoult - Maffliers, un aller-retour toutes les heures, omnibus sur la totalité du parcours (missions AOMA vers Paris, missions POMA vers la banlieue) ;
- sur la relation Paris-Nord – Persan - Beaumont par Valmondois :
  - un aller-retour toutes les heures, omnibus sur la totalité du parcours depuis/pour Valmondois (missions AVOL vers Paris, missions VOBA vers la banlieue) ;
  - un aller-retour toutes les heures, omnibus sur la totalité du parcours depuis/pour Persan - Beaumont (missions AVOP vers Paris, missions POVA vers la banlieue) ;
- sur la relation Paris-Nord – Pontoise, un aller-retour toutes les demi-heures, omnibus sur la totalité du parcours (missions APOR vers Paris, missions OPOC vers la banlieue) ;
- sur la relation transversale, un aller-retour toutes les heures, omnibus sur la totalité du parcours Pontoise – Persan - Beaumont (missions TIMA vers Pontoise, missions TRIA vers Persan). Certains de ces trains sont prolongés de Persan - Beaumont à Creil (missions TOLI vers Pontoise, missions TSOL vers Creil).

#### Soirée

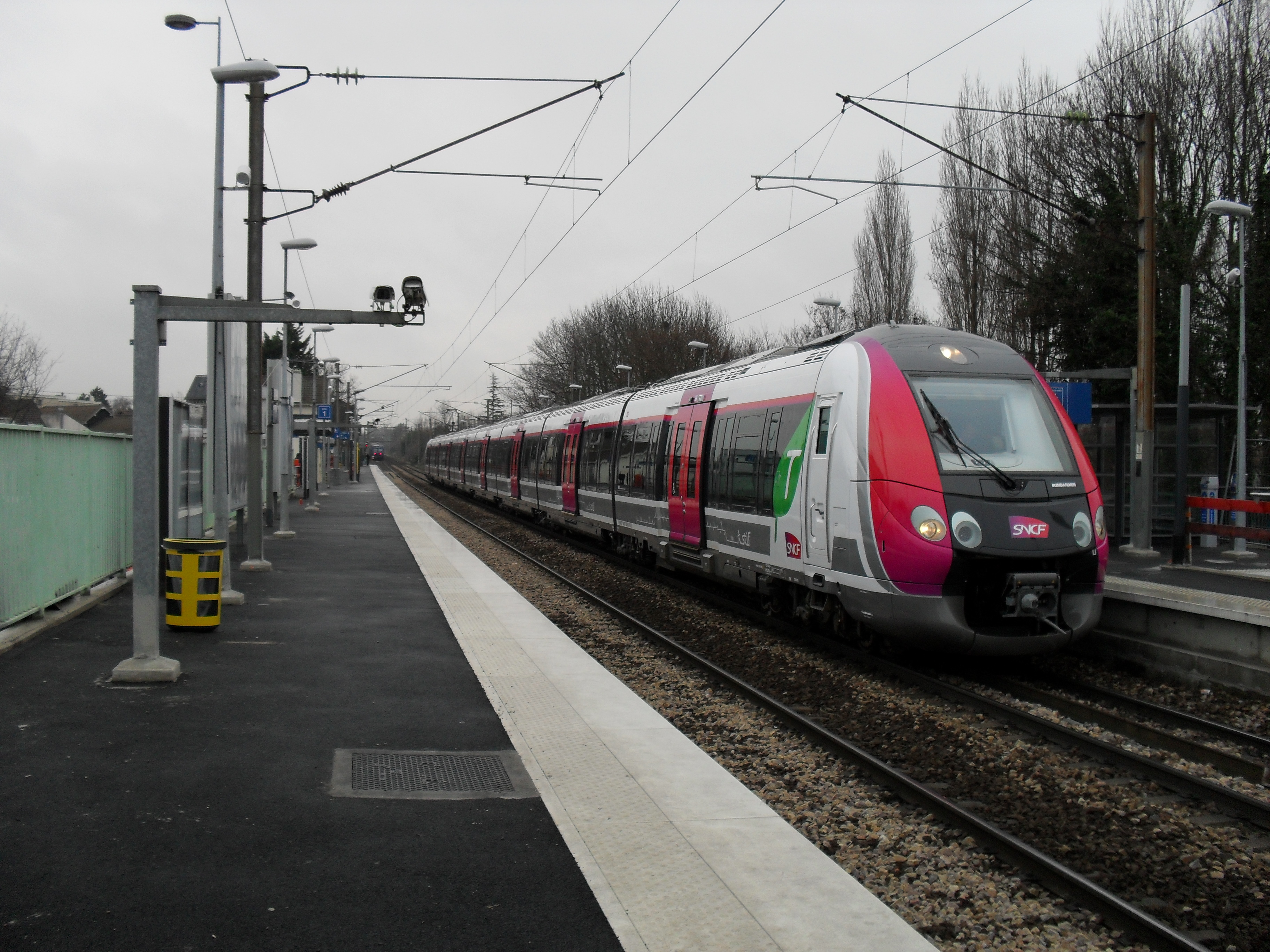
Une rame Francilien en gare de Groslay, en décembre 2009.

En soirée, l'exploitation de la ligne comprend :
- sur la relation Paris-Nord – Luzarches, un aller-retour toutes les heures, omnibus sur la totalité du parcours (missions AOLA vers Paris, missions LOMI vers la banlieue) ;
- sur la relation Paris-Nord – Persan - Beaumont par Montsoult - Maffliers, un aller-retour toutes les heures, omnibus sur la totalité du parcours (missions AOMA vers Paris, missions POMA vers la banlieue) ;
- sur la relation Paris-Nord – Persan - Beaumont par Valmondois :
  - jusqu'à 23 h 30 en direction de la banlieue et 22 h 35 en direction de Paris, un aller-retour toutes les demi-heures, omnibus sur la totalité du parcours (missions AVOP vers Paris, missions POVA vers la banlieue) ;
  - au-delà, un aller toutes les demi-heures, omnibus sur la totalité du parcours origine Ermont - Eaubonne au lieu de Paris-Nord (missions POTA vers la banlieue) sans retour ;
- sur la relation Paris-Nord – Pontoise, un aller-retour toutes les demi-heures, omnibus sur la totalité du parcours (missions APOR vers Paris, missions OPOC vers la banlieue) ;
- sur la relation transversale, aucun service n'est assuré à partir de 22 h.

### Information voyageurs

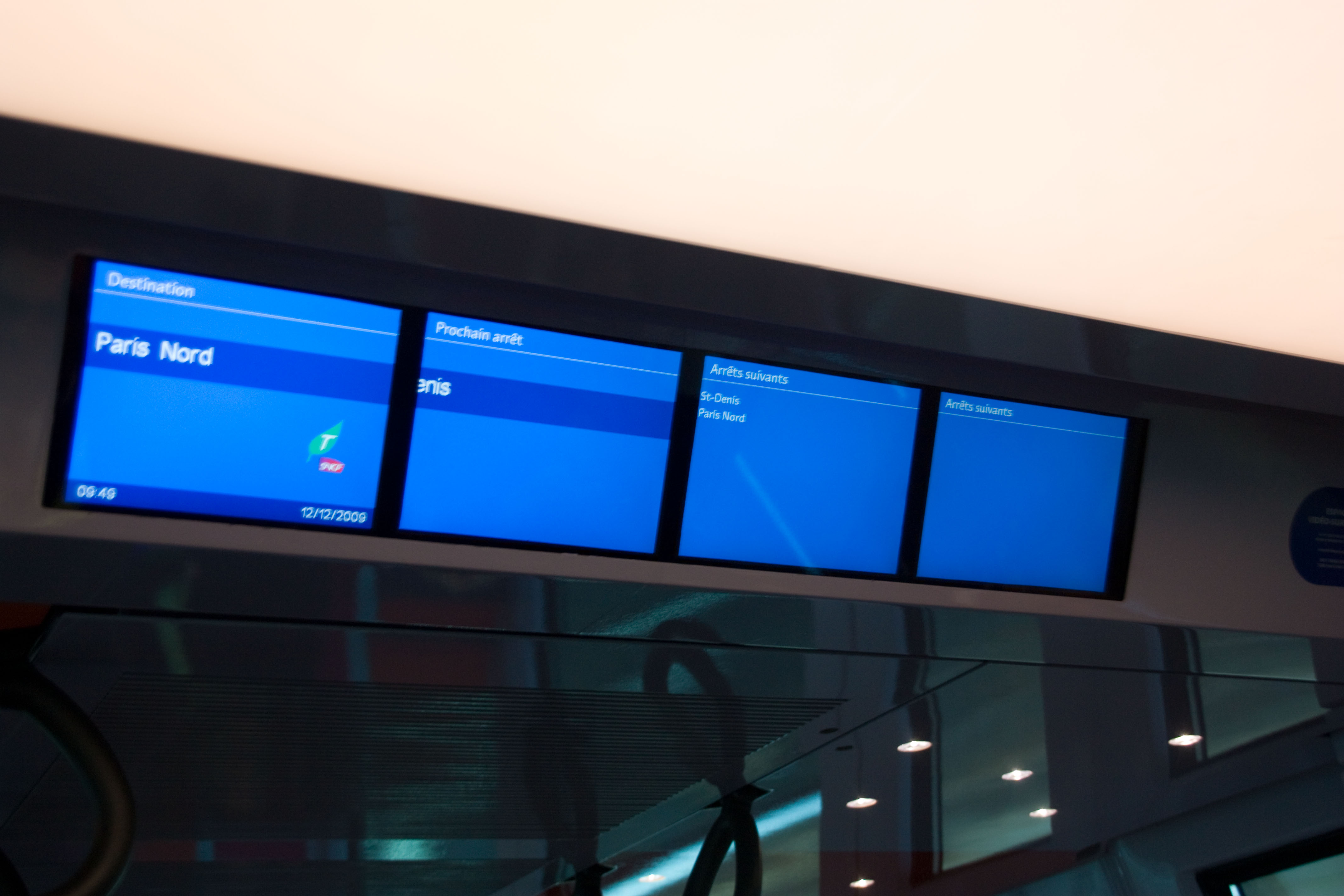
Écrans d'information voyageurs indiquant la desserte du train, à bord d'une rame Francilien, en décembre 2009.

#### Information sonore
Les annonces sonores en gare et sur les quais sont réalisées par les agents des « postes d’informations voyageurs Île-de-France » (PIVIF) et du Centre d’information voyageurs de Paris-Nord (CIV), afin d'informer les voyageurs des décisions prises par les autres acteurs du Centre opérationnel Transilien de la ligne H (COT H), sorte de « tour de contrôle » de la ligne, située en gare de Paris-Nord.
Les PIVIF sont présents dans les cinq principales gares de la ligne, du point de vue des flux. Le Centre d'information voyageurs (CIV) de Paris-Nord, est situé au sein du Centre opérationnel Transilien de la ligne H. Depuis le CIV, les annonces sonores sont réalisées par axe. Ils sont au nombre de trois : Paris – Montsoult – Luzarches/Persan, Paris – Valmondois et Pontoise – Persan ainsi que Paris – Pontoise. Les gares et points d’arrêt sont sonorisés du premier au dernier train,,.
Enfin, l'information voyageurs est en cours d'amélioration notamment avec l'installation de bornes sonores pour malentendants à Luzarches et Groslay.

#### Information visuelle
La majorité des gares de la ligne sont équipées du système d'information Infogare, financé par la région Île-de-France et Île-de-France Mobilités (ex-STIF). Ce sont des écrans situés sur les quais et dans les gares informant en temps réel les voyageurs de l’heure de passage des trains ainsi que des perturbations pouvant intervenir sur la ligne. Ils sont mis à jour en temps réel par les agents du Centre d'information voyageurs de Paris-Nord. D'ailleurs, les anciens écrans TV cathodiques bleutés donnant les horaires de passage des prochains trains sont en cours de remplacement par des écrans plats de dernière génération dans les gares de Saint-Denis, Épinay - Villetaneuse, Luzarches, Groslay et de Bouffémont - Moisselles. Toutes les autres gares de la ligne situées en Île-de-France sont progressivement équipées en 2012. Les gares du Champ de courses d'Enghien, équipée en juin 2013, puis d'Enghien-les-Bains seront par ailleurs dotées d'écrans nommés « tableaux d'information multimodale » (TIM) indiquant les lignes de bus en correspondance ainsi que les temps d'attente.
À bord des Z 50000 (Francilien), un système d'information des voyageurs indique, de façon sonore et visuelle (lumineuse), les gares desservies et la progression en temps réel du train sur la ligne à travers le système d'information voyageurs embarqué (SIVE). Les équipes du CIV alimentent d'ailleurs, si cela est nécessaire, les afficheurs d’information trafic présents dans les rames en messages conjoncturels, l’une des innovations du Francilien.
Enfin, l'information voyageurs est améliorée notamment avec la remise à niveau de la signalétique directionnelle dans les gares le nécessitant.

### Matériel roulant
Depuis janvier 2013, les axes radiaux de la ligne (Paris – Luzarches / Persan - Beaumont / Pontoise) sont uniquement exploités à l'aide de rames Francilien (Z 50000). Depuis le 9 décembre 2016, l'axe transversal (Pontoise - Creil) est également exploité avec ces rames, ce qui fait que l'ensemble de la ligne est assurée avec un seul type de matériel roulant.

#### Un matériel roulant auparavant disparate
Jusqu'à la mise en service de la première rame Francilien (Z 50000) le 12 décembre 2009, dont la circulation est inaugurée en gare de Luzarches, la desserte de la ligne H était assurée par un matériel disparate : des automotrices à deux niveaux (Z 2N) de type Z 20500 et Z 20900, des rames réversibles de types RIB/RIO en composition longue (huit voitures) et VB 2N attelées à des locomotives BB 17000, ainsi que par des éléments Z 6100 (surnommés les « p'tits gris »).

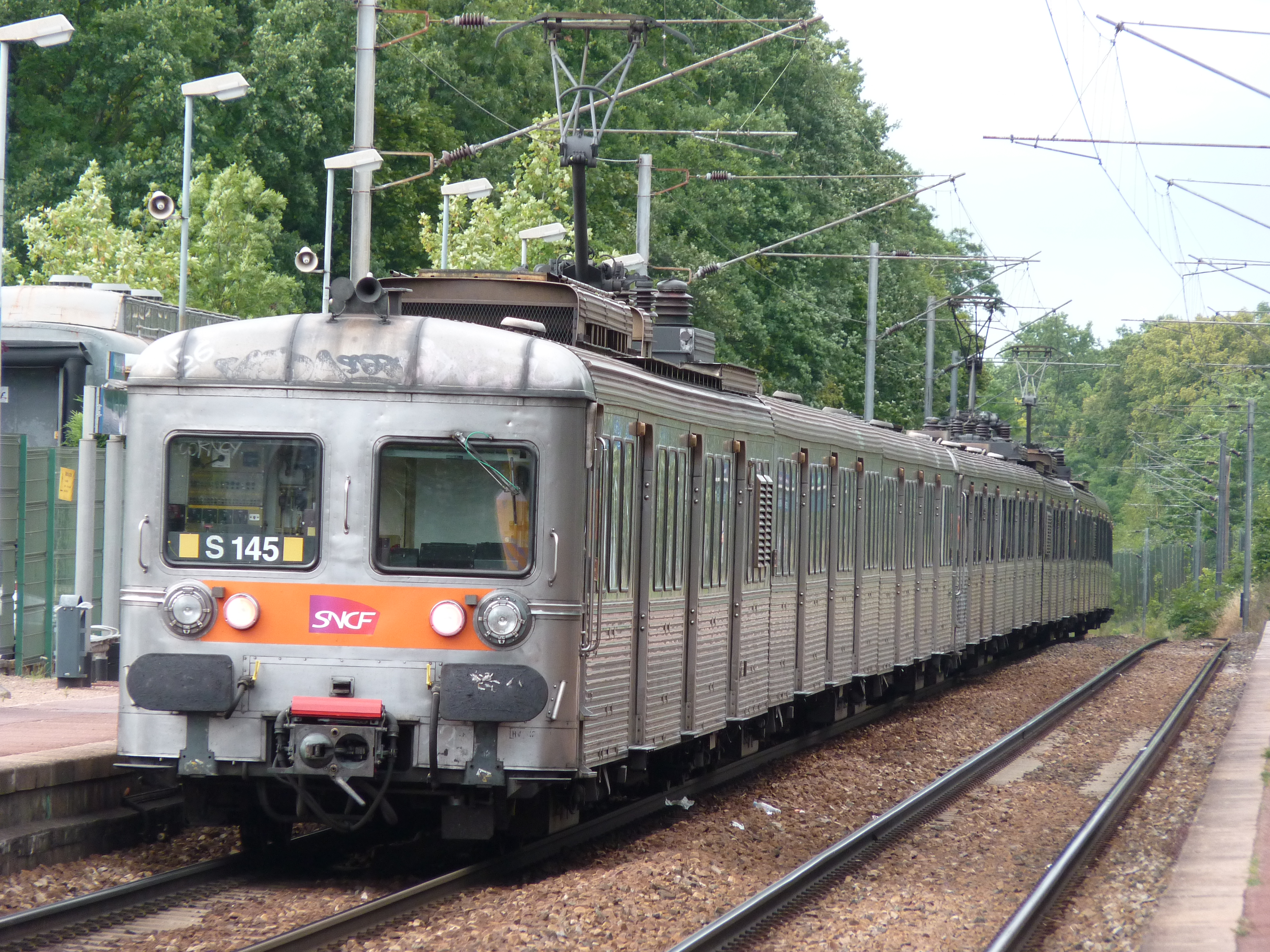
Une triplette de Z 6100 en gare de Méry-sur-Oise, en juillet 2011.
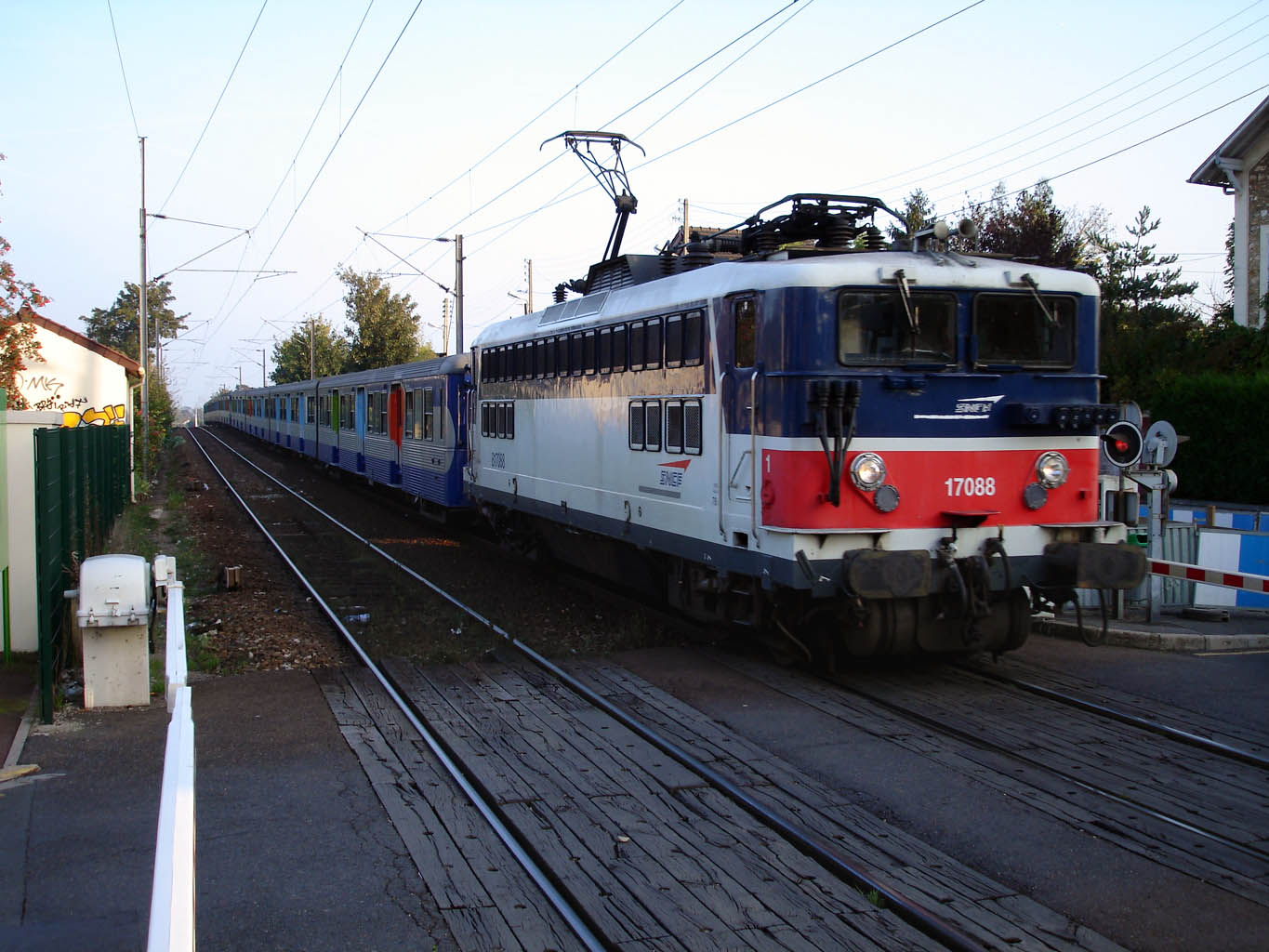
Une BB 17000 tractant une composition longue de rame réversible de type RIB en gare de Vaucelles, en octobre 2007.
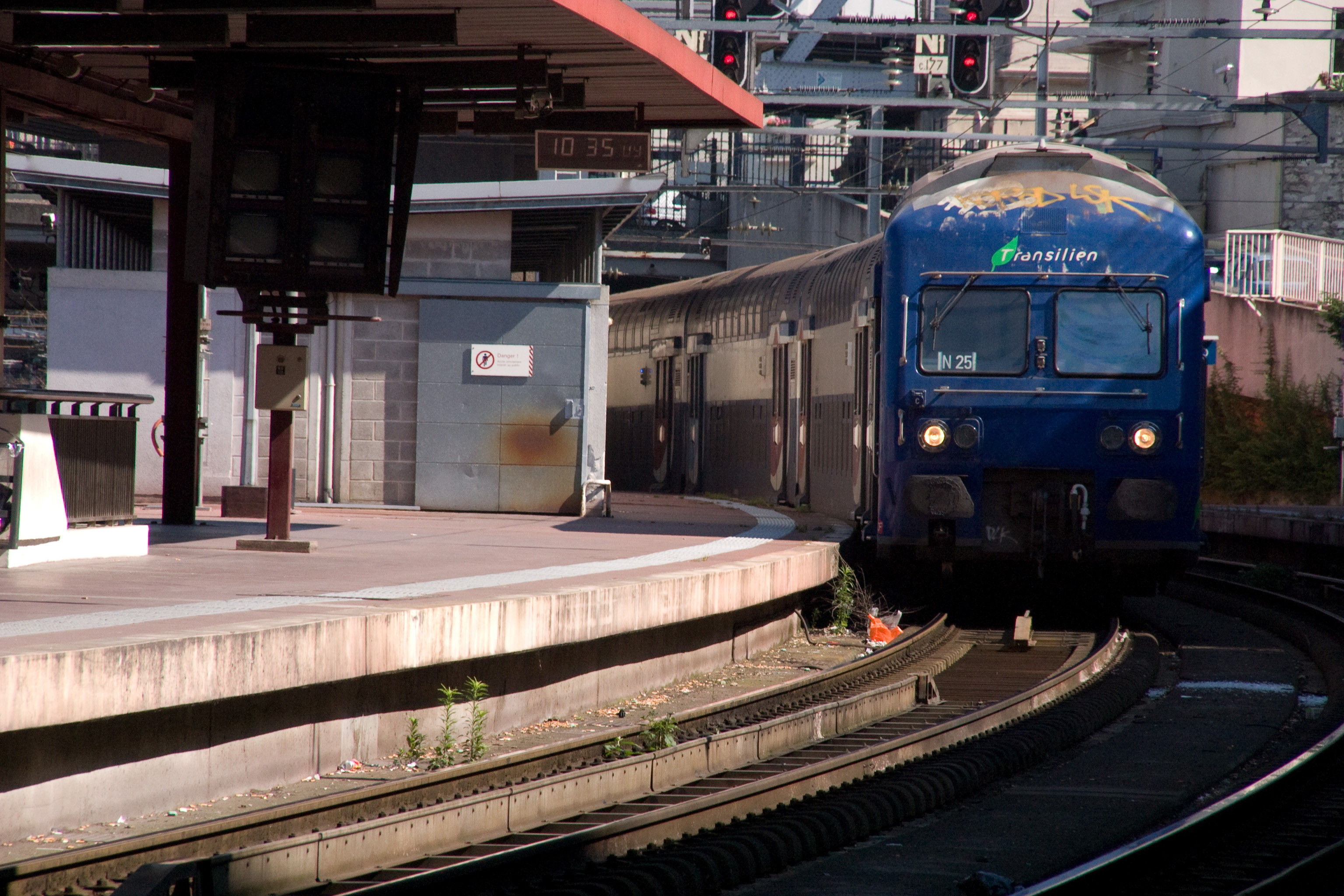
Une rame réversible de type VB 2N arrivant en gare de Paris-Nord, en juin 2008.
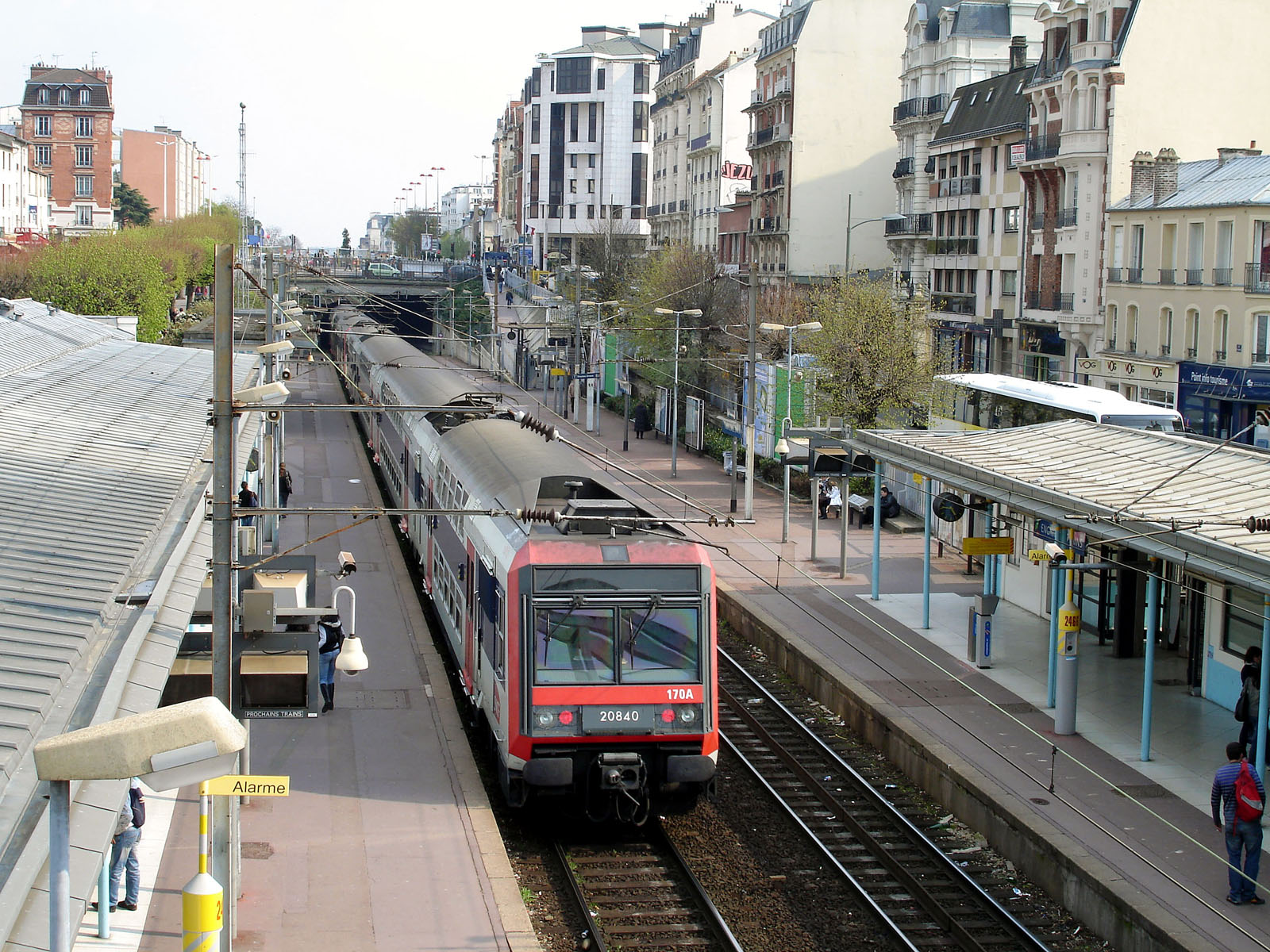
Une unité multiple de Z 20500 en gare d'Enghien-les-Bains, en avril 2010.
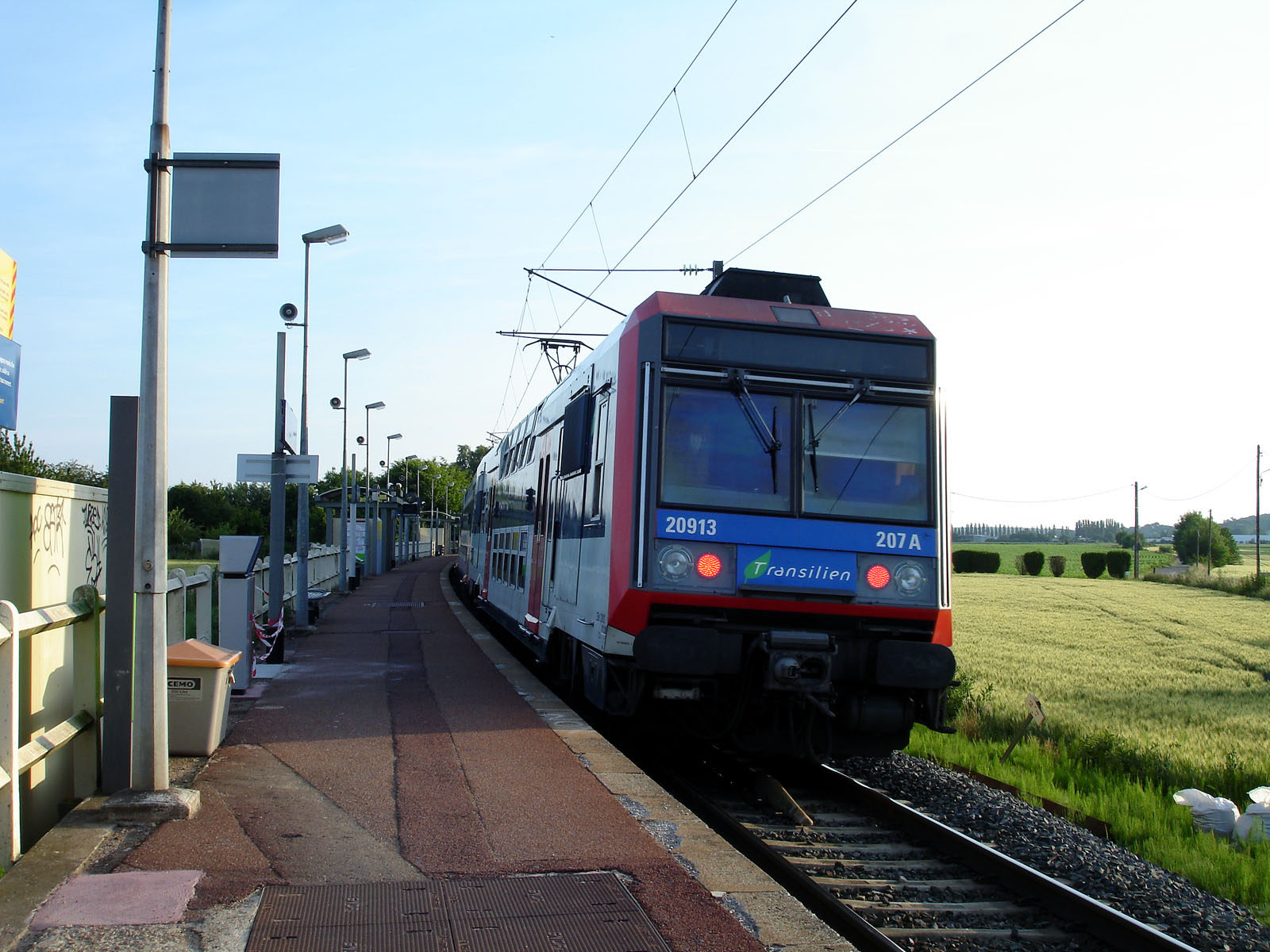
Une rame Z 20900 en gare de Villaines, en juin 2010.

#### L'arrivée du Francilien et ses conséquences

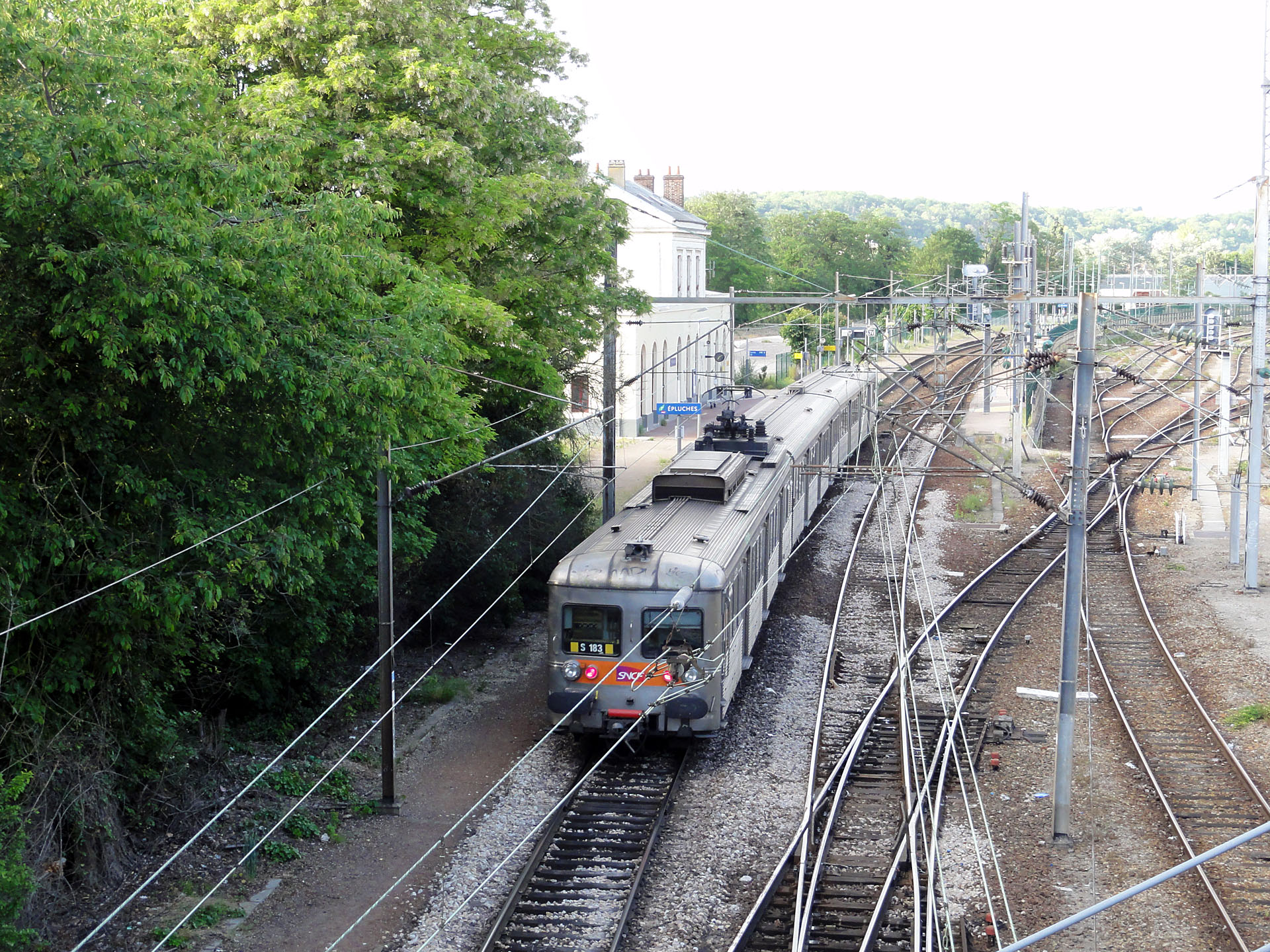
Une rame Z 6100 entrant en gare d'Épluches, en mai 2011.

##### Aménagement et équipement des gares
En ce qui concerne l'aménagement et l'équipement des gares, la livraison des 82 rames Francilien, matériel roulant à plancher haut, s'accompagne de travaux d'accessibilité pour en faciliter l'accès dans plusieurs gares de la ligne H : les quais d'origine, hauts de 55 cm, sont progressivement rehaussés à 92 cm pour un accès adapté aux trains, dont le plancher est à une hauteur de 97 cm.
Certaines gares reprises au schéma directeur d'accessibilité, désormais desservies par le Francilien depuis le 14 décembre 2009 entre Luzarches et Paris (dont Paris-Nord, Groslay et Luzarches) ont vu leurs quais rehaussés à la hauteur de 920 mm, permettant ainsi un accès de plain-pied, notamment aux utilisateurs à mobilité réduite en fauteuil roulant. D'autres gares de la ligne H seront rendues entièrement accessibles (les travaux sont en cours cofinancés par la SNCF, RFF et le STIF). Toutefois, l'inadaptation des nouvelles rames aux gares de la ligne a été soulevée, l'essentiel des gares n'ayant fait l'objet d'aucuns travaux lors de la mise en service des premières rames, ce qui rend l'accès au train peu aisé,.
Par ailleurs, l'arrivée du Francilien s'est accompagnée d'une campagne de réaménagement et de modernisation des gares, qui consiste à rénover le cadre général des gares de Villaines, Seugy, Viarmes et Belloy-Saint-Martin (financement Transilien SNCF et région Île-de-France), à étendre la vidéosurveillance dans les gares de Domont, Écouen - Ézanville, Groslay, Bouffémont - Moisselles, Saint-Denis et Luzarches (financement STIF et région Île-de-France), à créer des toilettes dans les gares de Luzarches, Groslay et Bouffémont - Moisselles, à installer des abris de quais supplémentaires à Persan - Beaumont, Sarcelles - Saint-Brice, Belloy - Saint-Martin et Viarmes pour rendre l'attente plus confortable. Elle consiste également à installer des diffuseurs de parfum d'ambiance en gare de Paris-Nord, d’Épinay - Villetaneuse, de Saint-Denis et de Sarcelles - Saint-Brice, ainsi que des défibrillateurs dans la plupart des gares des axes Paris – Luzarches et Paris – Persan - Beaumont via Montsoult.

##### Harmonisation du matériel roulant
La livraison des rames Z 50000 (Francilien) a permis d'harmoniser le parc de matériel roulant de la ligne. À partir de la fin 2009, la ligne a progressivement reçu les 82 exemplaires de Z 50000 (branche Pontoise-Creil incluse), le train de nouvelle génération destiné à équiper plusieurs lignes d'Île-de-France, en remplacement des autres matériels (Z 20500, Z 20900, VB 2N et RIB/RIO rénovées en composition longue de huit voitures) tous redéployés sur d'autres lignes à l'exception des Z 6100 toutes retirées du service commercial. La livraison des nouvelles rames a ainsi permis de radier les Z 6100, remplacées par les rames Francilien sur les axes radiaux.
Sur l'axe transversal (Pontoise – Creil) auparavant exploité par des Z 6100 en composition courte d'un ou deux éléments, elles ont été remplacées par des RIB/RIO en composition courte de quatre voitures attelées à des BB 17000, compte tenu de la longueur réduite des quais ainsi que l'absence de caméras pour l'équipement à agent seul (EAS) de certaines gares. Depuis le 9 décembre 2016, la branche Pontoise - Creil est équipée de rames Francilien, en remplacement des RIB/RIO radiées.

### Ateliers
Les rames Francilien et RIB de la ligne sont entretenues par le Technicentre de Paris-Nord (dépôt des Joncherolles). Les BB 17000 sont quant à elles entretenues au sein d'autres centres de maintenance depuis la fermeture du dépôt de La Chapelle.
Le Technicentre de Paris-Nord, situé sur le site des Joncherolles à Villetaneuse, a été réaménagé et étendu sur plus de quatre hectares, pour un coût de 70 millions d’euros pour SNCF, auquel la Communauté d'agglomération Plaine Commune a contribué à hauteur d’environ 4 millions d’euros. Ses installations existantes (voies, passerelles, caténaires, atelier…) ont également été modernisés et réaménagées, en relation avec l'arrivée du Francilien. Un nouvel atelier a également été réalisé et aménagé dans le respect des critères de la haute qualité environnementale (HQE).
En 2015, le « Grand Joncherolles » emploie 500 personnes dont environ 330 agents SNCF et 170 employés de l’entreprise chargée du nettoyage des rames. Le site a bénéficié alors d'investissements importants en outillage, et comprendra notamment un nouveau vérin en fosse traversant de deux voies, permettant de traiter les rames Francilien sans devoir démonter chaque voiture.

Technicentre de Paris-Nord
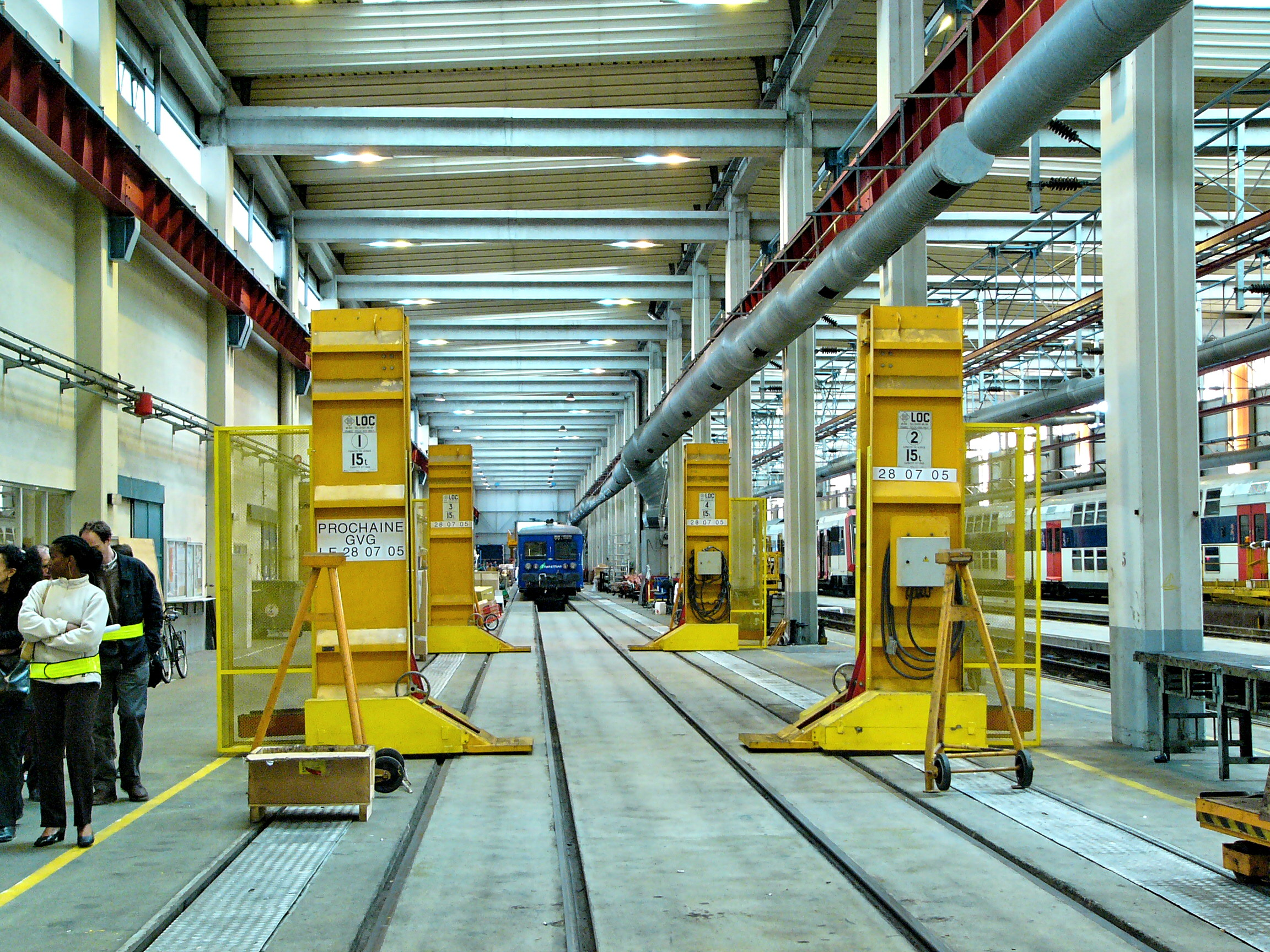
Intérieur de l'atelier préexistant.
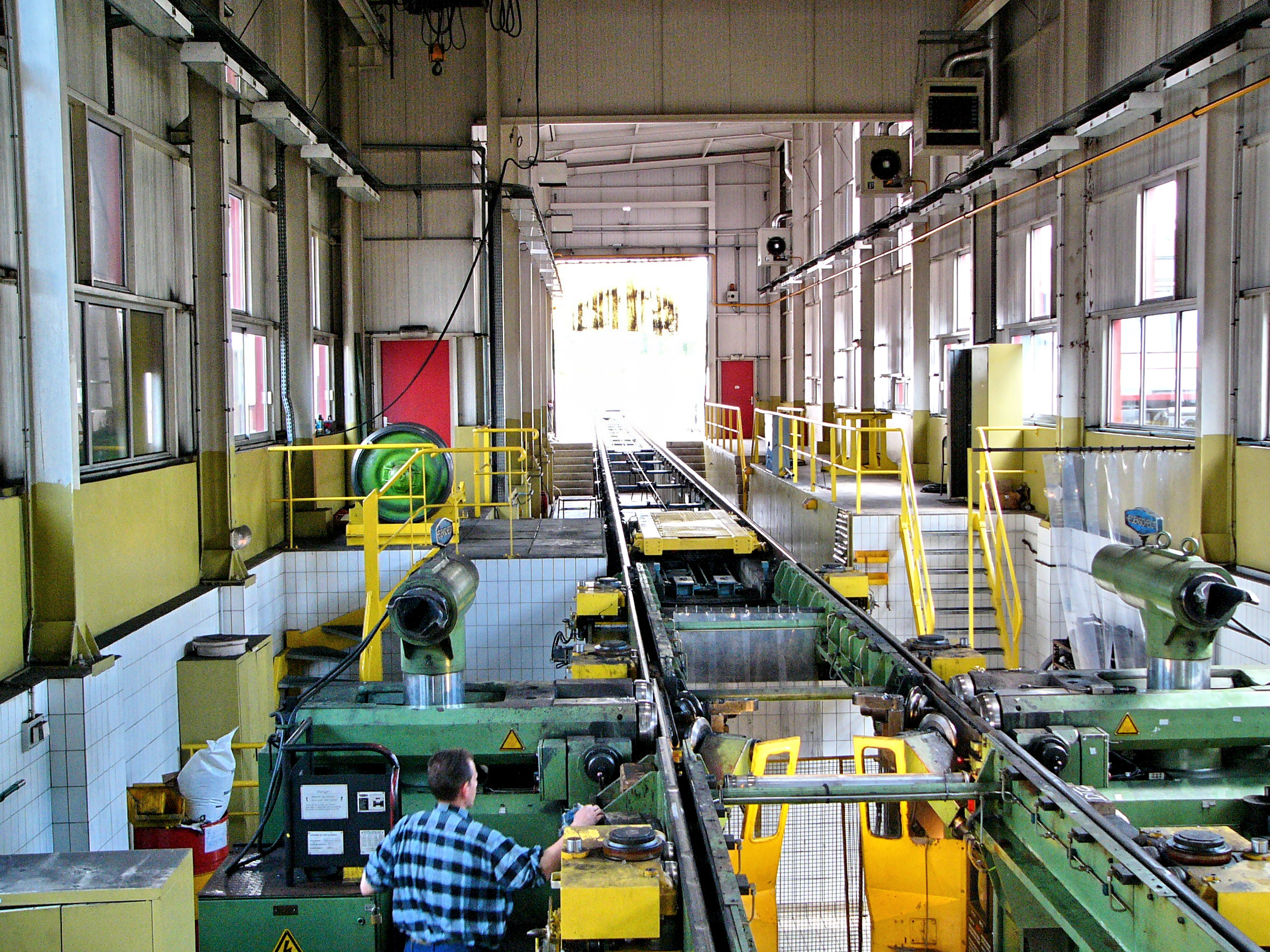
Tour en fosse.
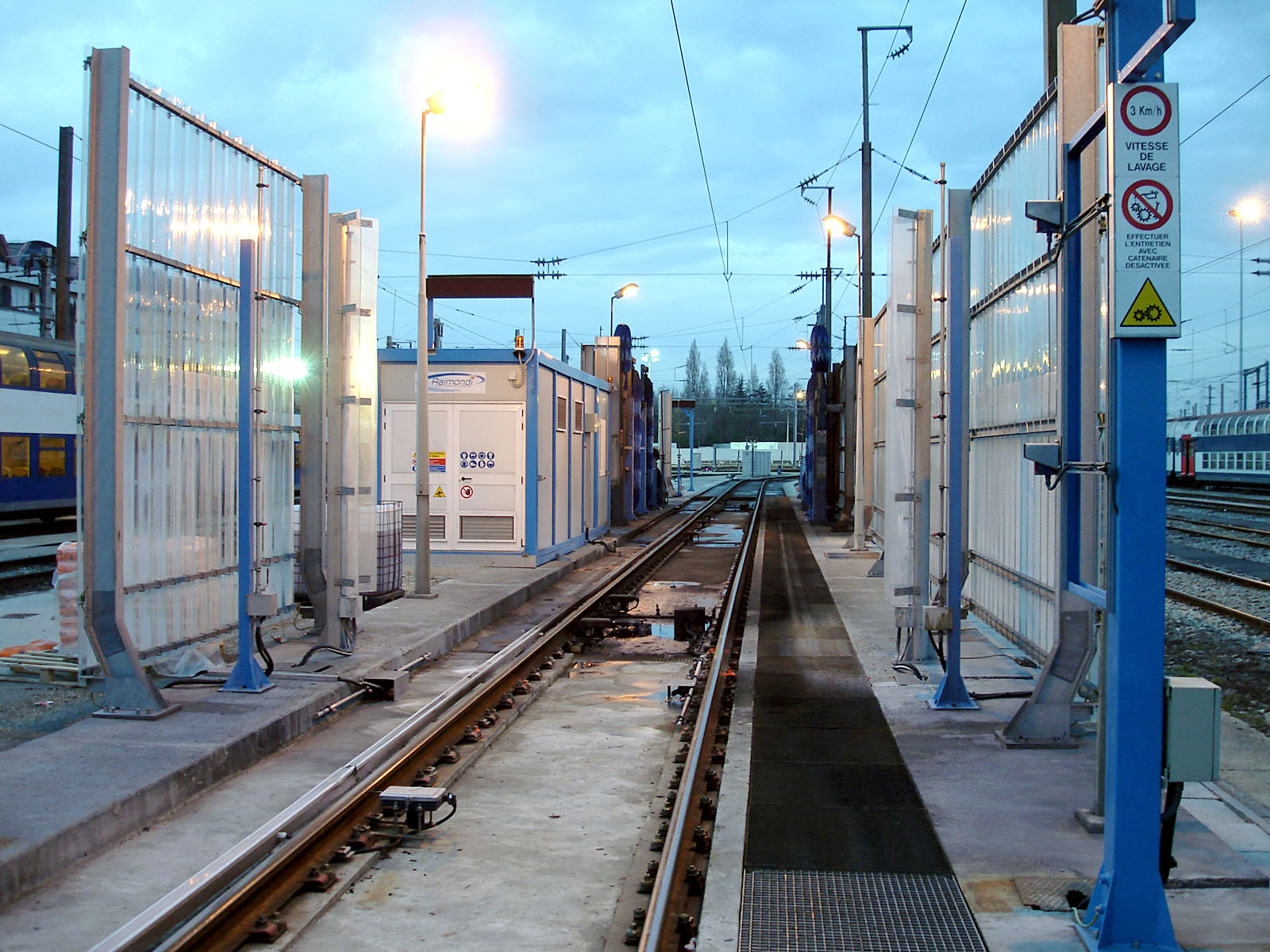
Machine à laver.
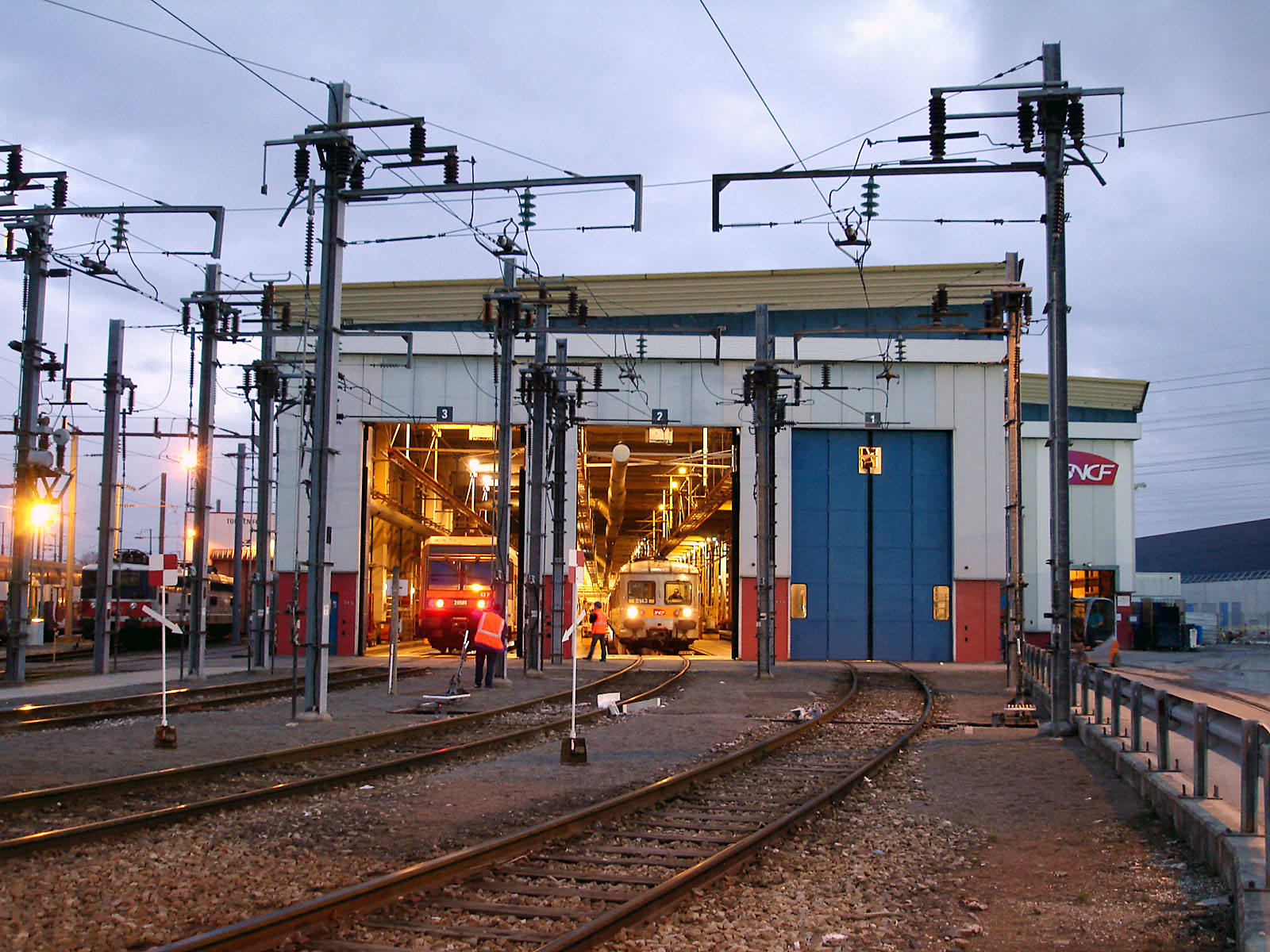
Atelier préexistant.
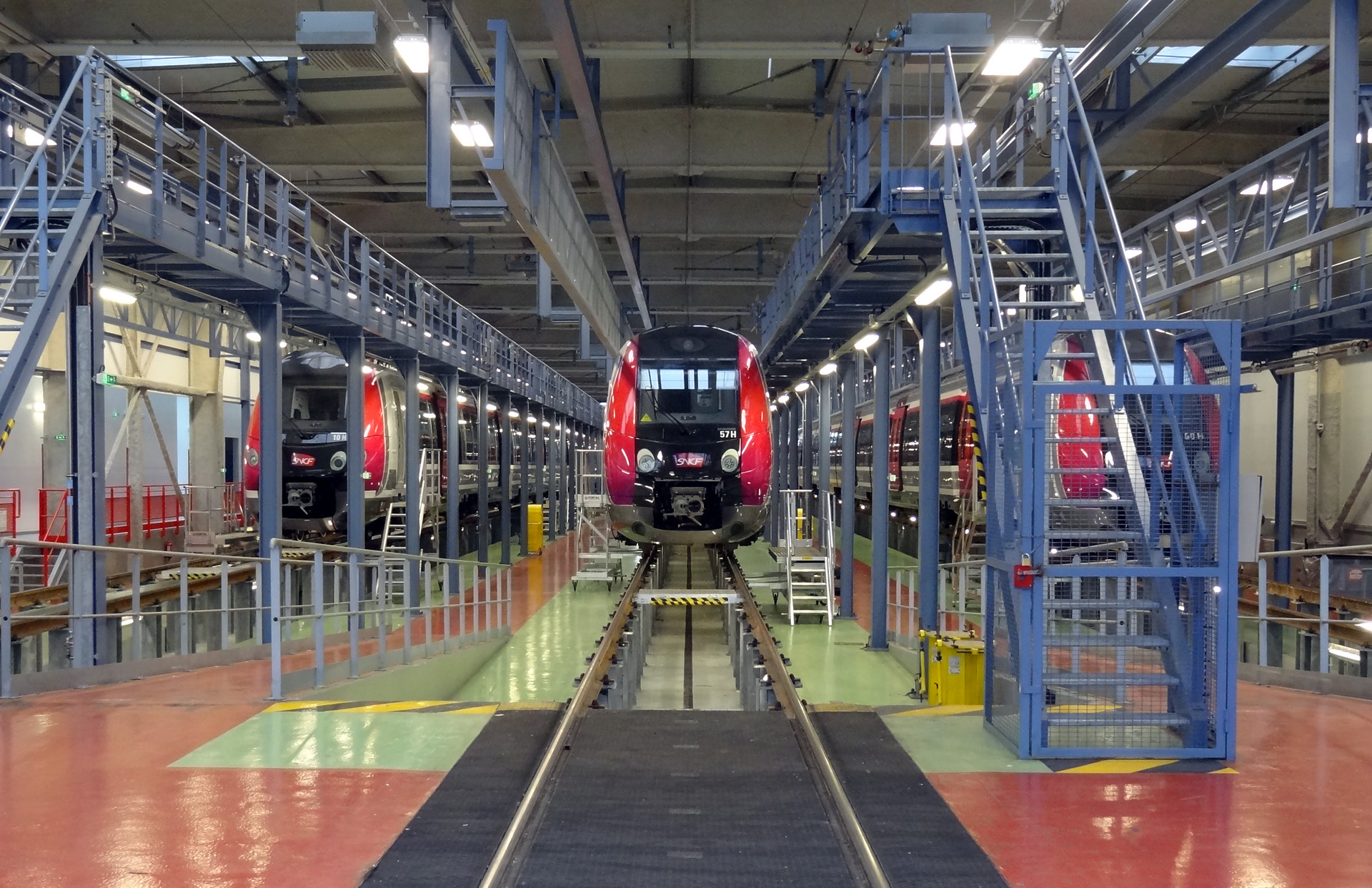
Trois rames Z 50000 dans le nouvel atelier d'entretien, en juillet 2012.

### Personnel d'exploitation
Le fonctionnement de la ligne est assuré par environ 2200 agents SNCF.

#### Agents de conduite

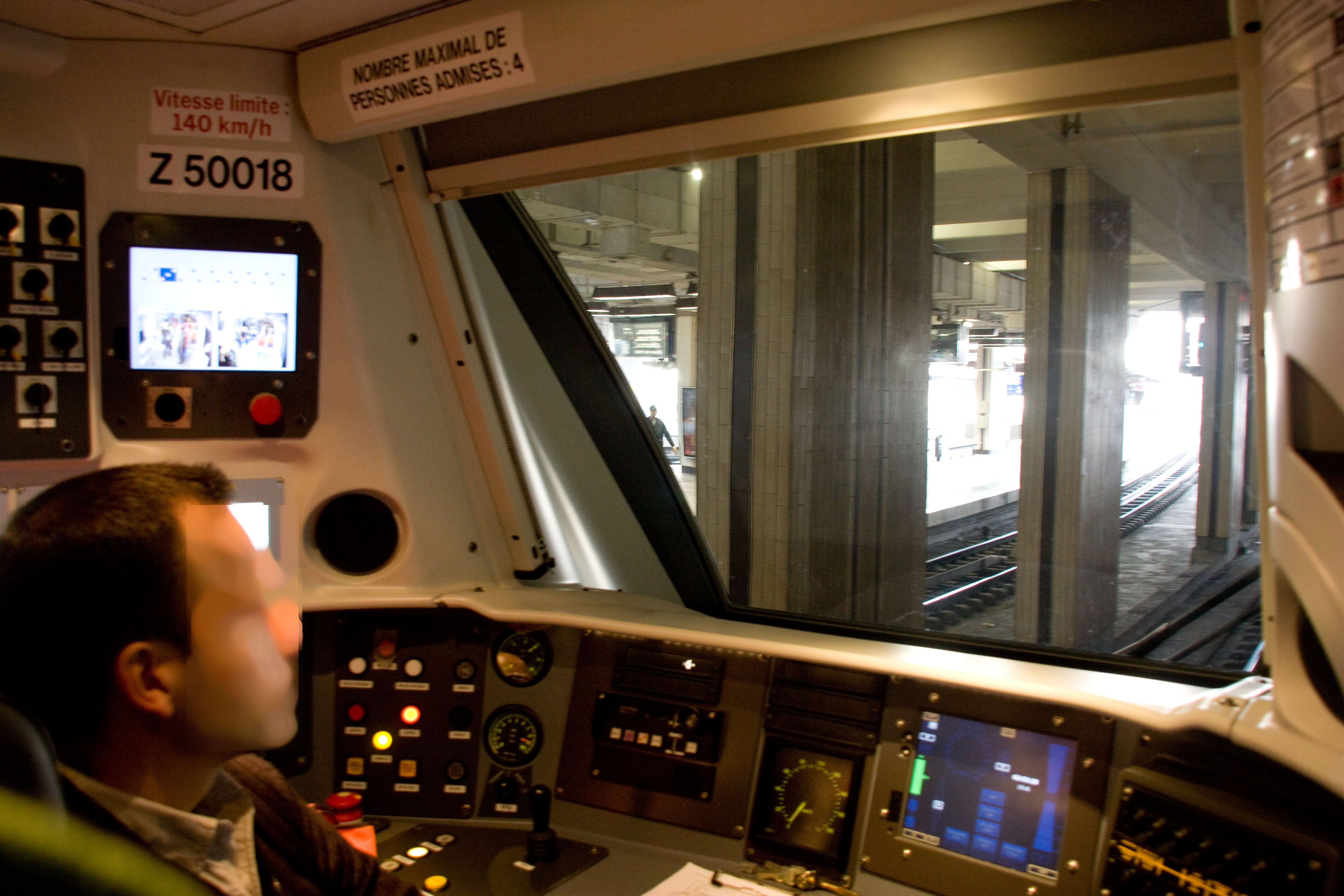
La cabine de conduite d'une rame Z 50000.

Les agents de conduite ne sont pas tous uniquement affectés à la ligne H. En effet, les conducteurs de la ligne dépendant de la région Paris-Nord peuvent selon leur roulement assurer les trains des lignes B et D du RER, de la ligne K du Transilien, ainsi que ceux du réseau TER Hauts-de-France.

#### Gestion de la ligne
La gestion opérationnelle de la ligne H est assurée par les agents du Centre opérationnel Transilien (COT) de la ligne H. Le COT est situé au sein de l'ex-Centre régional des opérations (CRO) de Paris Nord à la gare du Nord.
Le COT de la ligne H a pour objectif d'assurer l'exécution du plan de transport de la ligne, en prenant si nécessaire les mesures visant à optimiser la gestion des moyens tant en matériel (trains) qu'en personnel (agents de conduite, etc.), que ce soit en situation normale comme en situation perturbée. Le plan de transport transcrit les souhaits exprimés par Île-de-France Mobilités, l'autorité organisatrice des transports en Île-de-France en termes d'horaires, de dessertes des trains... et détermine entre autres la composition des trains (train court ou long).
Le COT gère également les perturbations, qu'elles soient d'origine interne à la SNCF (train en panne, train avarié...) ou d'origine externe (tirages de signaux d'alarme abusifs, vandalisme, agression, obstruction de la fermeture des portes, intempéries, accident de personne...), quitte à adapter le plan de transport afin de permettre un retour à la normale du trafic, le plus rapidement possible et dans les meilleures conditions, en supprimant le minimum de trains possible et en tentant de réduire les retards. De ce fait, il est également chargé de communiquer à la clientèle, les informations concernant l'état du trafic et, si nécessaire, ses conséquences sur le plan de transport (trains retardés, supprimés, mise en place de bus de remplacement), afin de pouvoir lui offrir la meilleure qualité de service possible.

#### Circulation des trains

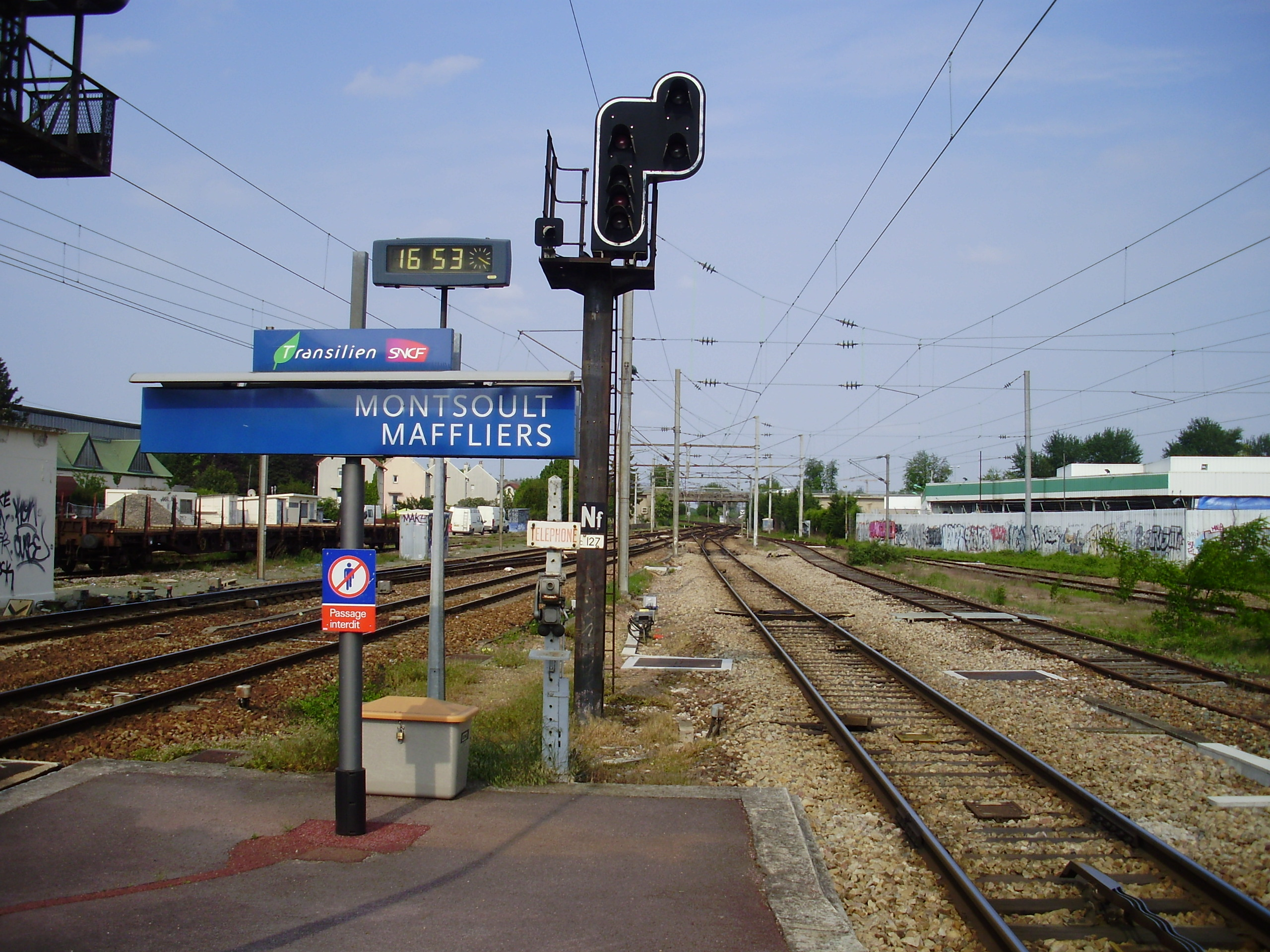
La signalisation ferroviaire, en gare de Montsoult - Maffliers, en avril 2011.

La circulation des trains proprement dite est gérée par les régulateurs du Centre opérationnel de gestion des circulations (COGC) de Paris-Nord, également situé au sein de l'ex-CRO, à proximité immédiate du COT de la ligne H.
Les COGC contrôlent des secteurs de circulation et des postes d'aiguillage, de technologie très variée, du poste mécanique des années 1930 au poste d'aiguillage à relais à commande informatique (PRCI). Ils dépendent de la branche SNCF Infra, et sont chargés de l'exploitation de l'ensemble des circulations ferroviaires, qu'elles soient SNCF (TER, Transilien, Fret, etc.) ou d'autres entreprises ferroviaires, tout en garantissant un accès équitable à toutes ces activités et entreprises, pour le compte de Réseau ferré de France (RFF), propriétaire des voies du réseau ferré national depuis 1997. Le COGC de Paris-Nord supervise les dix postes d'aiguillage situés sur le tracé de la ligne H. Le COT de la ligne H est ainsi un des clients du COGC de Paris-Nord, au même titre que le sont les Centres de gestion du TER Picardie, des lignes Intercités, de la LGV Nord, etc.

### Régularité
Ligne la plus irrégulière du réseau Transilien en 2001, la ligne H a reçu le 8 décembre 2009, la certification AFNOR « NF Service », récompensant trois années de travail sur la régularité, la propreté, l’information des voyageurs et l’accueil.
Ainsi, le taux d'irrégularité a diminué au fur et à mesure des années, en dépit d'une légère dégradation à partir de 2008, mais sans pour autant devenir nul. Avant 2011, les causes principales de cette irrégularité étaient : 
- d'origines internes, maîtrisables par la SNCF : elles étaient responsables de 41,5 % des trains en retard dont près de la moitié (45 %) venaient des trains eux-mêmes. Ceci est dû au fait que le parc de trains avait une moyenne d’âge élevée, entraînant diverses pannes, et était le plus hétérogène du réseau Transilien avec six types de trains différents (Z 6100, Z 20500, Z 20900, Z 50000, RIB-RIO, VB 2N), ce qui rendait alors les opérations de maintenance plus complexes et nuit à la fiabilité du matériel[2] ;
- d'origines externes, non ou difficilement maîtrisables par la SNCF : elles étaient responsables de 58,5 % des trains en retard (malveillance, signaux d'alarme, vandalisme, agressions, obstruction à la fermeture des portes, travaux, intempéries, accidents de personnes…)[2].

### Trafic

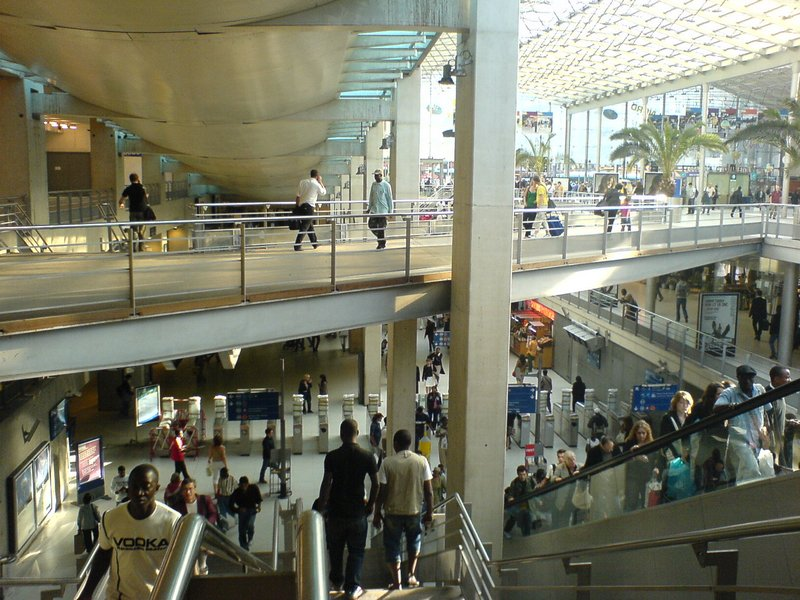
La gare de Paris-Nord (Banlieue), en août 2006.

En 2013, la ligne H du Transilien transporte en moyenne 202 500 voyageurs chaque jour de semaine, soit 7 % des clients de Transilien SNCF, grâce à la circulation de 476 trains par jour avec un train toutes les trois minutes aux heures de pointe,. Ce niveau de trafic équivaut au nombre total de voyageurs transportés par le TER Provence-Alpes-Côte d'Azur.
Le trafic quotidien se répartit entre :
- 75 000 voyageurs sur l'axe Paris-Nord – Persan - Beaumont via Montsoult - Maffliers ;
- 60 000 voyageurs sur l'axe Paris-Nord – Pontoise ;
- 65 000 voyageurs sur l'axe Paris-Nord – Persan - Beaumont via Valmondois ;
- 2 500 voyageurs sur l’axe Pontoise – Creil.

La section de Paris-Nord à Ermont - Eaubonne est ainsi la plus fréquentée de la ligne H.

### Tarification et financement
La tarification de la ligne est identique à celle en vigueur sur les réseaux RER et Transilien. Un ticket « métro-train-RER », qui remplace les ticket t+ et le billet origine-destination au 1er janvier 2025, permet un trajet simple quelle que soit la distance, avec une ou plusieurs correspondances possibles avec les autres lignes de métro, de Transilien ou de RER pendant une durée maximale de 2 h entre la première et dernière validation. En revanche, un ticket « métro-train-RER » ne permet pas d'emprunter les bus et les tramways, à l'exception des lignes « Tram Express » à titre temporaire.
Cependant, les tarifs fixés par Île-de-France Mobilités se limitent à l'Île-de-France et ne s'appliquent pas aux relations avec les gares situées dans les régions voisines, les voyageurs devant ainsi s'acquitter d'un titre de transport TER pour accéder aux gares « hors zones » situées dans les régions Centre-Val de Loire, Hauts-de-France et Normandie.
Le financement du fonctionnement de la ligne (entretien, matériel et charges de personnel) est assuré par l'exploitant, RATP ou SNCF selon les lignes. Cependant, les tarifs des billets et abonnements dont le montant est limité par décision politique ne couvrent pas les frais réels de transport. Le manque à gagner est compensé par l'autorité organisatrice, Île-de-France Mobilités, présidée depuis 2005 par le président du conseil régional d'Île-de-France et composé d'élus locaux. Elle définit les conditions générales d'exploitation ainsi que la durée et la fréquence des services. L'équilibre financier du fonctionnement est assuré par une dotation globale annuelle aux transporteurs de la région grâce au versement mobilité payé par les entreprises et aux contributions des collectivités locales.
Par ailleurs l'ensemble des relations entre les gares de la ligne transversale situées en Île-de-France ne sont pas soumises à l'habituelle tarification régionale dépendant de la distance, mais au tarif unique de base d'Île-de-France Mobilités pour les trajets Transilien s'élevant à 1,80 euro en 2013, quelle que soit la distance parcourue. Cette tarification est définie par une concertation entre la région Île-de-France et la région Hauts-de-France, à l'image des autres régions périphériques de l'Île-de-France.
Ces conventions interrégionales entre autorités organisatrices des transports déterminent les divers aspects liés à la tarification et au financement, telle que la vente d'abonnements de travail et de forfaits Navigo en soudure. Dans le cas des trains Transilien ayant leur terminus en dehors de l'Île-de-France, celles-ci précisent que l'autorité organisatrice est Île-de-France Mobilités, et les recettes touchées par la SNCF sur le réseau TER au titre des trains concernés sont reversées à SNCF Transilien. A contrario, dans le cas des trains TER ayant leur terminus en Île-de-France mais desservant au moins une gare francilienne hors Paris, à l'image des TER Paris-Nord - Beauvais, l'autorité est la région Hauts-de-France, et une partie des recettes touchées par SNCF Transilien sont reversées à la SNCF pour le TER Hauts-de-France. Par ailleurs, si chaque autorité détermine la desserte sur son territoire, la mise en œuvre des services interrégionaux doit se faire de manière concertée entre les deux autorités.

## Projet de correspondance
Le 7 mai 2021, le premier ministre Jean Castex annonce la création d'une correspondance de la ligne H avec la station Saint-Denis Pleyel du Grand Paris Express via le franchissement Pleyel qui serait réalisée entre 2026 et 2030.

## Lieux desservis

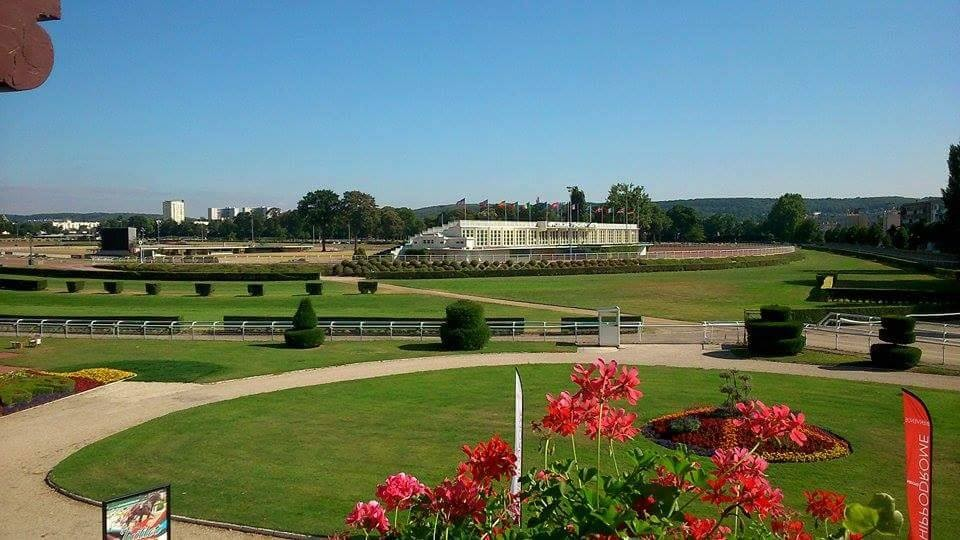
La ligne H dessert l'hippodrome d'Enghien-Soisy.

La ligne H dessert, du nord au sud, les lieux suivants :
- les bords de l'Oise (Pontoise, Saint-Leu-d'Esserent, Précy-sur-Oise, Bruyères-sur-Oise, Persan - Beaumont et Valmondois) ;
- la forêt de Montmorency (Taverny ou Saint-Leu-la-Forêt) ;
- l'abbaye de Maubuisson (Saint-Ouen l'Aumône) ;
- le château d'Auvers (Auvers-sur-Oise) ;
- le musée National de la Renaissance (Écouen - Ezanville) ;
- l'aérodrome de Persan-Beaumont (Bruyères-sur-Oise)
- l'hippodrome d'Enghien-Soisy (Champ de courses d'Enghien) ;
- les bords de la Seine et le musée d’Art et d’Histoire de Saint-Denis (Saint-Denis) .